# I liga argentyńska w piłce nożnej (1978)
W sezonie 1978 rozegrano dwa turnieje mistrzowskie – stołeczny Campeonato Metropolitano i ogólnokrajowy Campeonato Nacional.
Mistrzem Argentyny Metropolitano w sezonie 1978 został CA Argentino de Quilmes, a wicemistrzem Argentyny Metropolitano został klub Boca Juniors.
Mistrzem Argentyny Nacional w sezonie 1978 został klub CA Independiente, natomiast wicemistrzem Argentyny Nacional – River Plate.
Do Copa Libertadores 1979 zakwalifikowały się dwa kluby:
- CA Argentino de Quilmes (mistrz Campeonato Metropolitano)
- CA Independiente (mistrz Campeonato Nacional)

## Campeonato Metropolitano 1978
Mistrzem Argentyny Metropolitano w sezonie 1978 został klub CA Argentino de Quilmes, natomiast wicemistrzem Argentyny Metropolitano – Boca Juniors. Do drugiej ligi spadły dwa ostatnie w tabeli kluby – CA Banfield i CA Estudiantes. Na ich miejsce awansował tylko jeden klub – Ferro Carril Oeste. W ten sposób pierwsza liga została zmniejszona z 21 do 20 klubów.

### Kolejka 1
| Data         | Mecz |
| ------------ | --- |
| 3 marca 1978 | CA All Boys – CA Huracán 1:1 Ricardo J. Rodríguez - Rodolfo Vilanoba mecz rozegrany został na stadionie klubu San Lorenzo de Almagro |
| 5 marca 1978 | Boca Juniors – CA Vélez Sarsfield 0:0                                                                                                |
| 5 marca 1978 | River Plate – Argentinos Juniors 2:1 Juan J. López (2) - Sebastián Ovelar (k) mecz rozegrany został na stadionie klubu CA Huracán    |
| 5 marca 1978 | Unión Santa Fe – CA Independiente 2:1 Oscar Regenhardt, Oscar V. Trossero (k) - César Brítez                                         |
| 5 marca 1978 | Racing Club de Avellaneda – CA Colón 2:1 Néstor Barú, Horacio Cordero - Alberto A. Monzón                                            |
| 5 marca 1978 | Gimnasia y Esgrima La Plata – Estudiantes La Plata 1:0 Oscar Fornari                                                                 |
| 5 marca 1978 | Atlanta Buenos Aires – Newell’s Old Boys 2:2 Roberto Salomone (2) - Juan R. Rocha, Hugo P. Sánchez                                   |
| 5 marca 1978 | San Lorenzo de Almagro – CA Argentino de Quilmes 1:2 Claudio Marangoni (k) - Luis Andreuchi (2)                                      |
| 5 marca 1978 | Chacarita Juniors – CA Banfield 1:1 Hugo Pena - Miguel A. Corvo                                                                      |
| 5 marca 1978 | Rosario Central – CA Platense 0:0 mecz rozegrany został na stadionie klubu Newell’s Old Boys                                         |

### Kolejka 2
| Data          | Mecz |
| ------------- | --- |
| 10 marca 1978 | CA Platense – San Lorenzo de Almagro 2:4 Miguel A. Juárez, Gerardo Ríos - César Lorea (2), Miguel A. Torres, Rodolfo Fischer mecz rozegrany został na stadionie klubu Atlanta Buenos Aires |
| 12 marca 1978 | Argentinos Juniors – Boca Juniors 1:0 Jorge O. López mecz rozegrany został na stadionie klubu Atlanta Buenos Aires                                                                         |
| 12 marca 1978 | CA Independiente – Gimnasia y Esgrima La Plata 1:2 Norberto Outes (k) - Oscar Fornari (2)                                                                                                  |
| 12 marca 1978 | CA Banfield – Rosario Central 2:2 Osvaldo Cerqueiro, Miguel González - Guillermo Trama, Oscar Craiyacich                                                                                   |
| 12 marca 1978 | CA Colón – River Plate 5:2 Hugo Villarruel (2), Daniel Aricó, José A. Luñiz, Edgardo Di Meola - Norberto Alonso, Víctor Marchetti                                                          |
| 12 marca 1978 | Estudiantes La Plata – Racing Club de Avellaneda 0:1 Horacio Cordero |
| 12 marca 1978 | Newell’s Old Boys – CA Estudiantes 1:1 Roque R. Alfaro - Néstor Doroni |
| 12 marca 1978 | CA Huracán – Unión Santa Fe 3:1 Clide Díaz (k), Nicolás Gómez de Armas, Rodolfo Vilanoba - Oscar V. Trossero                                                                               |
| 12 marca 1978 | CA Vélez Sarsfield – Atlanta Buenos Aires 1:0 Omar P. Roldán mecz rozegrany został na stadionie klubu San Lorenzo de Almagro                                                               |
| 12 marca 1978 | CA Argentino de Quilmes – CA All Boys 1:0 Héctor Rando |

### Kolejka 3
| Data          | Mecz |
| ------------- | --- |
| 14 marca 1978 | CA All Boys – CA Platense 0:1 Miguel A. Juárez mecz rozegrany został na stadionie klubu San Lorenzo de Almagro                                               |
| 15 marca 1978 | Rosario Central – Chacarita Juniors 4:0 Ramón Bóveda, Miguel A. Manzi, Guillermo Trama (2)                                                                   |
| 15 marca 1978 | Unión Santa Fe – CA Argentino de Quilmes 3:1 Hugo I. López, Fernando H. Alí (2) - Horacio Milozzi mecz rozegrany został na stadionie klubu Newell’s Old Boys |
| 16 marca 1978 | Boca Juniors – CA Colón 1:0 Carlos H. Salinas |
| 16 marca 1978 | Atlanta Buenos Aires – Argentinos Juniors 2:5 Eduardo Vega, Omar Atondo - Diego Maradona (3), Carlos Fren, Jorge O. López                                    |
| 16 marca 1978 | Racing Club de Avellaneda – CA Independiente 3:2 Horacio Cordero, Julio Olarticoechea, Roque Avallay (k) - César Brítez, Norberto Outes (k)                  |
| 16 marca 1978 | Gimnasia y Esgrima La Plata – CA Huracán 1:1 Carlos Della Savia - Rodolfo Vilanoba                                                                           |
| 16 marca 1978 | River Plate – Estudiantes La Plata 3:1 Reinaldo Merlo, Víctor Marchetti, Rubén Galletti - Hugo Gottardi                                                      |
| 16 marca 1978 | CA Estudiantes – CA Vélez Sarsfield 1:1 Juan C. Bravo (k) - Héctor Ártico (k) mecz rozegrany został na stadionie klubu Chacarita Juniors                     |
| 16 marca 1978 | San Lorenzo de Almagro – CA Banfield 1:2 Rodolfo Fischer - Miguel González, Miguel A. Corvo                                                                  |

### Kolejka 4
| Data          | Mecz |
| ------------- | --- |
| 20 marca 1978 | Argentinos Juniors – CA Estudiantes 3:4 Claudio Prémici (2), Jorge O. López (k) - Alberto Pafundi (k), Ricardo Pellerano s, Carlos Guillermo, Roberto Avanzi               |
| 20 marca 1978 | CA Colón – Atlanta Buenos Aires 0:0 |
| 20 marca 1978 | Estudiantes La Plata – Boca Juniors 0:1 Armando Husillos |
| 20 marca 1978 | CA Independiente – River Plate 4:3 Norberto Outes (2, 2k), Pedro R. Magallanes, Roberto Perfumo s - Norberto Alonso (k), Víctor Marchetti, Juan J. López                   |
| 20 marca 1978 | CA Argentino de Quilmes – Gimnasia y Esgrima La Plata 0:0 |
| 20 marca 1978 | CA Huracán – Racing Club de Avellaneda 0:0 |
| 20 marca 1978 | CA Vélez Sarsfield – Newell’s Old Boys 1:1 Pedro Larraquy - Juan R. Rocha mecz rozegrany został na stadionie klubu San Lorenzo de Almagro                                  |
| 20 marca 1978 | Chacarita Juniors – San Lorenzo de Almagro 1:1 Rodolfo Abate - Miguel A. Gette                                                                                             |
| 20 marca 1978 | CA Banfield – CA All Boys 2:2 Horacio Santillán (2) - Osvaldo Clausi, Carlos M. Pintos                                                                                     |
| 20 marca 1978 | CA Platense – Unión Santa Fe 3:3 Miguel A. Juárez (2), José L. Petti - Víctor H. Arroyo (2), Fernando H. Alí mecz rozegrany został na stadionie klubu Atlanta Buenos Aires |

### Kolejka 5
| Data          | Mecz |
| ------------- | --- |
| 22 marca 1978 | San Lorenzo de Almagro – Rosario Central 0:0 |
| 23 marca 1978 | Boca Juniors – CA Independiente 1:1 Armando M. Husillos - Norberto Outes |
| 23 marca 1978 | River Plate – CA Huracán 3:2 Norberto Alonso (k), Pedro A. González, Víctor Marchetti - Oscar Ferrero, Rodolfo Vilanoba (k) mecz rozegrany został na stadionie klubu CA Huracán |
| 23 marca 1978 | Racing Club de Avellaneda – CA Argentino de Quilmes 4:1 Néstor Barú, Roque Avallay (2), Horacio Cordero - Luis Andreuchi                                                        |
| 23 marca 1978 | Newell’s Old Boys – Argentinos Juniors 3:0 Héctor Yazalde (2, 1k), Roque Alfaro (k)                                                                                             |
| 23 marca 1978 | Gimnasia y Esgrima La Plata – CA Platense 0:0 |
| 23 marca 1978 | Unión Santa Fe – CA Banfield 4:1 Arsenio Ribecca (2), Oscar V. Trossero (2) - Miguel A. Corvo                                                                                   |
| 23 marca 1978 | CA All Boys – Chacarita Juniors 1:0 Osvaldo Clausi |
| 23 marca 1978 | Atlanta Buenos Aires – Estudiantes La Plata 0:4 Carlos Ortiz (2), Sergio Fortunato (2)                                                                                          |
| 23 marca 1978 | CA Estudiantes – CA Colón 2:2 Luis Ugarte (k), Néstor Doroni - Edgardo Di Meola, Ricardo A. Roldán (k) mecz rozegrany został na stadionie klubu Chacarita Juniors               |

### Kolejka 6
| Data          | Mecz |
| ------------- | --- |
| 25 marca 1978 | CA Platense – Racing Club de Avellaneda 3:2 Pedro Mastromauro, Mario E. Belloni, Miguel A. Juárez - Rubén Díaz, Roque Avallay mecz rozegrany został na stadionie klubu Atlanta Buenos Aires |
| 26 marca 1978 | CA Huracán – Boca Juniors 3:1 Rodolfo Vilanoba (k), Nicolás Gómez de Armas, Jorge Sanabria - Abel Alves                                                                                     |
| 26 marca 1978 | CA Argentino de Quilmes – River Plate 1:1 Luis Andreuchi - Carlos Seppaquercia |
| 26 marca 1978 | CA Independiente – Atlanta Buenos Aires 6:1 Mariano Biondi (2), César Brítez, Pedro R. Magallanes, Ricardo Bochini, Norberto Outes - Omar Atondo                                            |
| 26 marca 1978 | Argentinos Juniors – CA Vélez Sarsfield 1:1 Jorge O. López - Jorge García |
| 26 marca 1978 | CA Colón – Newell’s Old Boys 1:5 Alberto A. Monzón - Héctor Yazalde (2), Juan R. Rocha, Roque Alfaro, Jorge Cortes                                                                          |
| 26 marca 1978 | Chacarita Juniors – Unión Santa Fe 0:0 |
| 26 marca 1978 | CA Banfield – Gimnasia y Esgrima La Plata 1:1 Oscar Moris - Alberto Beltrán |
| 26 marca 1978 | Estudiantes La Plata – CA Estudiantes 3:1 Carlos Ortiz, Sergio Fortunato, Jorge Santecchia - Carlos M. Toloza                                                                               |
| 26 marca 1978 | Rosario Central – CA All Boys 2:1 Guillermo Trama, Víctor Mancinelli - Carlos A. Pinasco mecz rozegrany został na stadionie klubu Newell’s Old Boys                                         |

### Kolejka 7
| Data            | Mecz |
| --------------- | --- |
| 31 marca 1978   | CA Estudiantes – CA Independiente 0:4 Osvaldo Pérez, Norberto Outes, José A. Lencina, Pedro R. Magallanes mecz rozegrany został na stadionie klubu Chacarita Juniors |
| 2 kwietnia 1978 | Boca Juniors – CA Argentino de Quilmes 2:1 Horacio Milozzi s, Ernesto Mastrángelo - Hugo Echauri                                                                     |
| 2 kwietnia 1978 | River Plate – CA Platense 4:1 Víctor Marchetti (2), Norberto Alonso (2) - Miguel A. Juárez mecz rozegrany został na stadionie klubu CA Huracán                       |
| 2 kwietnia 1978 | Racing Club de Avellaneda – CA Banfield 4:1 Roque Avallay (2, 1k), Néstor Barú, Horacio Cordero - Osvaldo Cerqueiro                                                  |
| 2 kwietnia 1978 | CA All Boys – San Lorenzo de Almagro 1:0 Carlos M. Pintos (k) |
| 2 kwietnia 1978 | Unión Santa Fe – Rosario Central 1:0 Oscar V. Trossero (k) |
| 2 kwietnia 1978 | Gimnasia y Esgrima La Plata – Chacarita Juniors 1:0 Oscar Fornari |
| 2 kwietnia 1978 | Newell’s Old Boys – Estudiantes La Plata 1:0 Héctor E. Montes |
| 2 kwietnia 1978 | Atlanta Buenos Aires – CA Huracán 3:0 Héctor Contreras, Alberto Curini (2)                                                                                           |
| 2 kwietnia 1978 | CA Vélez Sarsfield – CA Colón 0:2 Ricardo A. Roldán (2, 1k) mecz rozegrany został na stadionie klubu San Lorenzo de Almagro                                          |

### Kolejka 8
| Data            | Mecz |
| --------------- | --- |
| 7 kwietnia 1978 | CA Platense – Boca Juniors 2:3 José L. Petti, Mario E. Belloni - Mario Zanabria, Ernesto Mastrángelo, Jorge J. Benítez mecz rozegrany został na stadionie klubu Atlanta Buenos Aires |
| 9 kwietnia 1978 | CA Banfield – River Plate 1:2 Miguel A. Corvo - Víctor Marchetti, Norberto Alonso |
| 9 kwietnia 1978 | Chacarita Juniors – Racing Club de Avellaneda 0:1 Julio Asad |
| 9 kwietnia 1978 | San Lorenzo de Almagro – Unión Santa Fe 0:2 Oscar V. Trossero (2) |
| 9 kwietnia 1978 | CA Independiente – Newell’s Old Boys 0:0 |
| 9 kwietnia 1978 | CA Colón – Argentinos Juniors 3:1 Hugo Villarruel, Reinhart Mántaras, Ricardo A. Roldán - Oscar D. Castro                                                                            |
| 9 kwietnia 1978 | Estudiantes La Plata – CA Vélez Sarsfield 1:1 Sergio Fortunato (k) - Pedro Larraquy                                                                                                  |
| 9 kwietnia 1978 | CA Huracán – CA Estudiantes 2:1 Jorge Sanabria, Rodolfo Vilanoba - Roberto Avanzi (k)                                                                                                |
| 9 kwietnia 1978 | Rosario Central – Gimnasia y Esgrima La Plata 1:0 Miguel A. Manzi mecz rozegrany został na stadionie klubu Newell’s Old Boys                                                         |
| 9 kwietnia 1978 | CA Argentino de Quilmes – Atlanta Buenos Aires 3:2 Juan C. Merlo, José H. Medina, Horacio Milozzi (k) - Marios S. Franceschini (2, 1k)                                               |

### Kolejka 9
| Data             | Mecz |
| ---------------- | --- |
| 14 kwietnia 1978 | River Plate – Chacarita Juniors 4:1 Norberto Alonso (4, 1k) - Rodolfo Abate mecz rozegrany został na stadionie klubu CA Huracán                                                      |
| 16 kwietnia 1978 | Boca Juniors – CA Banfield 0:3 Oscar Telli, Osvaldo Cerqueiro, Horacio Santillán |
| 16 kwietnia 1978 | CA Vélez Sarsfield – CA Independiente 2:4 Héctor Ártico (k), Omar P. Roldán - Norberto Outes (3, 1k), Mariano Biondi mecz rozegrany został na stadionie klubu San Lorenzo de Almagro |
| 16 kwietnia 1978 | Newell’s Old Boys – CA Huracán 1:1 Héctor Yazalde - Jorge Sanabria |
| 16 kwietnia 1978 | Racing Club de Avellaneda – Rosario Central 0:0 |
| 16 kwietnia 1978 | Unión Santa Fe – CA All Boys 2:0 Rafael D. Moreno, Arsenio Ribecca |
| 16 kwietnia 1978 | Argentinos Juniors – Estudiantes La Plata 1:0 Carlos Fren |
| 16 kwietnia 1978 | Atlanta Buenos Aires – CA Platense 4:0 Mario S. Franceschini (k), Roberto Salomone (3)                                                                                               |
| 16 kwietnia 1978 | Gimnasia y Esgrima La Plata – San Lorenzo de Almagro 0:0 |
| 16 kwietnia 1978 | CA Estudiantes – CA Argentino de Quilmes 2:1 Carlos M. Toloza, Eduardo Cicarello - Edgardo Paruzzo mecz rozegrany został na stadionie klubu Chacarita Juniors                        |

### Kolejka 10
| Data             | Mecz |
| ---------------- | --- |
| 21 kwietnia 1978 | CA Argentino de Quilmes – Newell’s Old Boys 2:1 Luis Andreuchi (2, 1k) - Sergio A. Robles                                      |
| 23 kwietnia 1978 | Chacarita Juniors – Boca Juniors 0:1 Carlos A. Álvarez                                                                         |
| 23 kwietnia 1978 | Rosario Central – River Plate 0:0 mecz rozegrany został na stadionie klubu Newell’s Old Boys                                   |
| 23 kwietnia 1978 | CA Independiente – Argentinos Juniors 1:3 Ricardo Bochini - Jorge O. López, Rubén Giordano, Carlos Fren                        |
| 23 kwietnia 1978 | San Lorenzo de Almagro – Racing Club de Avellaneda 2:1 Rodolfo Fischer, Claudio Marangoni - Pablo Cárdenas                     |
| 23 kwietnia 1978 | CA Huracán – CA Vélez Sarsfield 0:1 Omar Mehmed (k)                                                                            |
| 23 kwietnia 1978 | Estudiantes La Plata – CA Colón 1:2 Hugo Gottardi - Ricardo A. Roldán, Edgardo Di Meola                                        |
| 23 kwietnia 1978 | CA All Boys – Gimnasia y Esgrima La Plata 0:1 Carlos Della Savia                                                               |
| 23 kwietnia 1978 | CA Platense – CA Estudiantes 1:1 José L. Petti - Alberto Pafundi mecz rozegrany został na stadionie klubu Atlanta Buenos Aires |
| 23 kwietnia 1978 | CA Banfield – Atlanta Buenos Aires 0:3 Mario S. Franceschini (2), Omar Atondo                                                  |

### Kolejka 11
| Data             | Mecz |
| ---------------- | --- |
| 26 kwietnia 1978 | Boca Juniors – Rosario Central 2:1 Carlos A. Álvarez (k), Mario Zanabria - Oscar Agonil                                                                               |
| 26 kwietnia 1978 | River Plate – San Lorenzo de Almagro 2:0 Norberto Alonso, Juan J. López mecz rozegrany został na stadionie klubu CA Huracán                                           |
| 26 kwietnia 1978 | Racing Club de Avellaneda – CA All Boys 0:1 Félix Nieto |
| 26 kwietnia 1978 | CA Colón – CA Independiente 1:2 Raúl F. Agüero - Norberto Outes (k), Pedro R. Magallanes                                                                              |
| 26 kwietnia 1978 | Gimnasia y Esgrima La Plata – Unión Santa Fe 1:0 Juan C. Touriño |
| 26 kwietnia 1978 | Newell’s Old Boys – CA Platense 2:0 Héctor Yazalde, Roque Alfaro |
| 26 kwietnia 1978 | Atlanta Buenos Aires – Chacarita Juniors 0:0 |
| 26 kwietnia 1978 | CA Vélez Sarsfield – CA Argentino de Quilmes 1:2 Omar P. Roldán - Luis Andreuchi (k), Horacio Milozzi mecz rozegrany został na stadionie klubu San Lorenzo de Almagro |
| 26 kwietnia 1978 | CA Estudiantes – CA Banfield 1:1 Gabriel Seghetti - Miguel O. González mecz rozegrany został na stadionie klubu Chacarita Juniors                                     |
| 26 kwietnia 1978 | Argentinos Juniors – CA Huracán 0:0 mecz rozegrany został na stadionie klubu Atlanta Buenos Aires                                                                     |

### Kolejka 12
| Data             | Mecz |
| ---------------- | --- |
| 30 kwietnia 1978 | CA All Boys – River Plate 2:5 Carlos M. Pintos (2, 2k) - Norberto Alonso (2, 1k), Víctor Marchetti (3) mecz rozegrany został na stadionie klubu Ferro Carril Oeste |
| 30 kwietnia 1978 | Unión Santa Fe – Racing Club de Avellaneda 3:4 Oscar V. Trossero (3, 3k) - Roque Avallay (3, 1k), Néstor Barú                                                      |
| 30 kwietnia 1978 | San Lorenzo de Almagro – Boca Juniors 3:3 Mario Rizzi, Miguel A. Torres, Rodolfo Fischer - José L. Saldaño, Jorge J. Benítez, Miguel A. Bordón                     |
| 30 kwietnia 1978 | CA Huracán – CA Colón 1:2 Jorge A. Sanabria - Hugo Villarruel (2)                                                                                                  |
| 30 kwietnia 1978 | CA Argentino de Quilmes – Argentinos Juniors 2:0 Luis Andreuchi, Horacio Bianchini                                                                                 |
| 30 kwietnia 1978 | CA Platense – CA Vélez Sarsfield 1:1 José L. Petti - Omar P. Roldán mecz rozegrany został na stadionie klubu Atlanta Buenos Aires                                  |
| 30 kwietnia 1978 | Chacarita Juniors – CA Estudiantes 3:1 Carlos Ischia (2), Crispín Villasanti - José L. Mosca s                                                                     |
| 30 kwietnia 1978 | CA Banfield – Newell’s Old Boys 1:1 Osvaldo Cerqueiro - Miguel Roux Larrosa                                                                                        |
| 30 kwietnia 1978 | Rosario Central – Atlanta Buenos Aires 0:0 mecz rozegrany został na stadionie klubu Newell’s Old Boys                                                              |
| 30 kwietnia 1978 | CA Independiente – Estudiantes La Plata 1:1 Carlos A. Leone - Carlos E. Ortiz                                                                                      |

### Kolejka 13
| Data        | Mecz |
| ----------- | --- |
| 5 maja 1978 | Atlanta Buenos Aires – San Lorenzo de Almagro 0:1 Claudio Marangoni                                                                                |
| 7 maja 1978 | Estudiantes La Plata – CA Huracán 3:2 Alfredo Letanú (3) - Luis M. Cabrera, Jorge A. Sanabria                                                      |
| 7 maja 1978 | Newell’s Old Boys – Chacarita Juniors 4:0 Roque Alfaro, Héctor Yazalde (2), Juan R. Rocha                                                          |
| 7 maja 1978 | CA Colón – CA Argentino de Quilmes 3:3 Ricardo A. Roldán (k), Edgardo Di Meola, José A. Luñiz - Luis Andreuchi, Horacio Milozzi, Miguel A. Filardo |
| 7 maja 1978 | Argentinos Juniors – CA Platense 1:2 Jorge O. López (k) - Miguel A. Juárez (2)                                                                     |
| 7 maja 1978 | CA Estudiantes – Rosario Central 2:0 Juan Guillermo, Carlos M. Toloza mecz rozegrany został na stadionie klubu Chacarita Juniors                   |
| 7 maja 1978 | Racing Club de Avellaneda – Gimnasia y Esgrima La Plata 2:2 Roque Avallay (2, 2k) - Juan M. Tutino, Alberto Beltrán                                |
| 7 maja 1978 | CA Vélez Sarsfield – CA Banfield 1:1 Ernesto Vázquez - Miguel O. González mecz rozegrany został na stadionie klubu San Lorenzo de Almagro          |
| 7 maja 1978 | River Plate – Unión Santa Fe 0:0 mecz rozegrany został na stadionie klubu CA Huracán                                                               |
| 7 maja 1978 | Boca Juniors – CA All Boys 3:0 Miguel A. Bordón, José L. Saldaño, Ernesto Mastrángelo                                                              |

### Kolejka 14
| Data         | Mecz |
| ------------ | --- |
| 12 maja 1978 | Chacarita Juniors – CA Vélez Sarsfield 0:1 Jorge A. García |
| 14 maja 1978 | Unión Santa Fe – Boca Juniors 0:1 Carlos Squeo |
| 14 maja 1978 | Gimnasia y Esgrima La Plata – River Plate 2:1 Carlos A. Vidal (2) - Víctor Marchetti                                                                                |
| 14 maja 1978 | CA All Boys – Atlanta Buenos Aires 0:0 |
| 14 maja 1978 | San Lorenzo de Almagro – CA Estudiantes 1:0 Rodolfo Fischer |
| 14 maja 1978 | Rosario Central – Newell’s Old Boys 3:1 Carlos Aimar, Guillermo Trama, Oscar Coullery - Sergio A. Robles mecz rozegrany został na stadionie klubu Newell’s Old Boys |
| 14 maja 1978 | CA Banfield – Argentinos Juniors 2:2 Osvaldo Cerqueiro, Miguel O. González - Claudio Prémici (2)                                                                    |
| 14 maja 1978 | CA Platense – CA Colón 1:3 Gerardo Ríos - Edgardo Di Meola, Daniel Aricó (2) mecz rozegrany został na stadionie klubu Atlanta Buenos Aires                          |
| 14 maja 1978 | CA Argentino de Quilmes – Estudiantes La Plata 1:0 Horacio Milozzi (k)                                                                                              |
| 14 maja 1978 | CA Huracán – CA Independiente 1:0 Jorge A. Sanabria |

### Kolejka 15
| Data         | Mecz |
| ------------ | --- |
| 19 maja 1978 | CA Independiente – CA Argentino de Quilmes 1:1 Norberto Outes - Luis Andreuchi                                                |
| 21 maja 1978 | CA Vélez Sarsfield – Rosario Central 0:0 mecz rozegrany został na stadionie klubu San Lorenzo de Almagro                      |
| 21 maja 1978 | Newell’s Old Boys – San Lorenzo de Almagro 4:0 Héctor Yazalde (2), Héctor E. Montes, Roque Alfaro                             |
| 21 maja 1978 | CA Colón – CA Banfield 4:1 Ricardo A. Roldán, Raúl F. Agüero (2), Daniel Aricó - Miguel O. González                           |
| 21 maja 1978 | Argentinos Juniors – Chacarita Juniors 5:0 Jorge O. López (2, 1k), Diego Maradona (2), Rubén Favret                           |
| 21 maja 1978 | Atlanta Buenos Aires – Unión Santa Fe 2:1 Omar Atondo, Roberto Salomone - Víctor H. Arroyo                                    |
| 21 maja 1978 | Estudiantes La Plata – CA Platense 1:1 Hugo Gottardi - Mario E. Belloni                                                       |
| 21 maja 1978 | Boca Juniors – Gimnasia y Esgrima La Plata 2:1 Miguel A. Bordón (k), Ernesto Mastrángelo - Alberto Beltrán                    |
| 21 maja 1978 | River Plate – Racing Club de Avellaneda 0:0 mecz rozegrany został na stadionie klubu CA Huracán                               |
| 21 maja 1978 | CA Estudiantes – CA All Boys 1:1 Daniel Vasolo - Osvaldo Morandini mecz rozegrany został na stadionie klubu Chacarita Juniors |

### Kolejka 16
| Data         | Mecz |
| ------------ | --- |
| 2 lipca 1978 | Racing Club de Avellaneda – Boca Juniors 1:2 Osvaldo O. Gutiérrez - Ernesto Mastrángelo, Armando Husillos                                              |
| 2 lipca 1978 | CA Argentino de Quilmes – CA Huracán 1:0 Omar H. Gómez                                                                                                 |
| 2 lipca 1978 | CA Platense – CA Independiente 1:2 Miguel A. Juárez - Mariano Biondi, Norberto Outes (k) mecz rozegrany został na stadionie klubu Atlanta Buenos Aires |
| 2 lipca 1978 | Gimnasia y Esgrima La Plata – Atlanta Buenos Aires 3:3 Eduardo Solari, Juan M. Tutino, Carlos A. Vidal - Manuel A. Sánchez, Omar Atondo (2)            |
| 2 lipca 1978 | Chacarita Juniors – CA Colón 1:1 Eduardo E. Delgado - José A. Luñiz                                                                                    |
| 2 lipca 1978 | CA All Boys – Newell’s Old Boys 0:0 |
| 2 lipca 1978 | San Lorenzo de Almagro – CA Vélez Sarsfield 0:1 Omar P. Roldán                                                                                         |
| 2 lipca 1978 | CA Banfield – Estudiantes La Plata 1:1 Miguel A. Corvo (k) - Carlos A. López                                                                           |
| 2 lipca 1978 | Rosario Central – Argentinos Juniors 0:0 mecz rozegrany został na stadionie klubu Newell’s Old Boys                                                    |
| 2 lipca 1978 | Unión Santa Fe – CA Estudiantes 2:1 Oscar V. Trossero, Fernando H. Alí - Juan Guillermo                                                                |

### Kolejka 17
| Data          | Mecz |
| ------------- | --- |
| 7 lipca 1978  | Argentinos Juniors – San Lorenzo de Almagro 1:1 Diego Maradona - Mario Rizzi mecz rozegrany został na stadionie klubu Atlanta Buenos Aires                                                  |
| 9 lipca 1978  | CA Colón – Rosario Central 0:0 |
| 10 lipca 1978 | Newell’s Old Boys – Unión Santa Fe 0:0 |
| 12 lipca 1978 | Boca Juniors – River Plate 1:0 Armando M. Husillos |
| 12 lipca 1978 | CA Huracán – CA Platense 2:1 Rodolfo Vilanoba, Jorge A. Sanabria - Claudio Ginanni |
| 12 lipca 1978 | Atlanta Buenos Aires – Racing Club de Avellaneda 1:1 Omar Atonso - Néstor Barú |
| 12 lipca 1978 | Estudiantes La Plata – Chacarita Juniors 4:0 Hugo Gottardi, Alfredo Letanú (2), Sergio Fortunato                                                                                            |
| 12 lipca 1978 | CA Independiente – CA Banfield 2:3 Carlos A. Leone, Salvador Giagischia - Sergio Gigli, Miguel A. Corvo, Claudio R. Jara mecz rozegrany został na stadionie klubu Racing Club de Avellaneda |
| 12 lipca 1978 | CA Vélez Sarsfield – CA All Boys 3:0 Omar P. Roldán, José A. Castro, Sergio O. Luna mecz rozegrany został na stadionie klubu San Lorenzo de Almagro                                         |
| 12 lipca 1978 | CA Estudiantes – Gimnasia y Esgrima La Plata 0:0 mecz rozegrany został na stadionie klubu Chacarita Juniors                                                                                 |

### Kolejka 18
| Data          | Mecz |
| ------------- | --- |
| 14 lipca 1978 | CA Banfield – CA Huracán 0:0 |
| 16 lipca 1978 | CA All Boys – Argentinos Juniors 1:1 Mario B. Luna - Oscar Castro |
| 16 lipca 1978 | San Lorenzo de Almagro – CA Colón 2:1 Miguel A. Torres, Rodolfo Fischer - Edgardo Di Meola                                                                           |
| 16 lipca 1978 | Racing Club de Avellaneda – CA Estudiantes 5:2 Roque Avallay (2, 1k), Roberto O. Díaz, Pablo Cárdenas, ? - Juan C. Bravo (k), Carlos M. Toloza                       |
| 16 lipca 1978 | Chacarita Juniors – CA Independiente 3:2 Héctor Fridman, Carlos Ischia (2) - Norberto Outes, Rubén Pagnanini                                                         |
| 16 lipca 1978 | CA Platense – CA Argentino de Quilmes 1:1 Jorge Peremateu - Omar H. Gómez mecz rozegrany został na stadionie klubu Atlanta Buenos Aires                              |
| 16 lipca 1978 | River Plate – Atlanta Buenos Aires 2:2 Víctor Marchetti (k), Héctor R. Sosa - Roberto Salomone, Héctor Contreras mecz rozegrany został na stadionie klubu CA Huracán |
| 16 lipca 1978 | Rosario Central – Estudiantes La Plata 1:1 Guillermo Trama - Alfredo Letanú mecz rozegrany został na stadionie klubu Newell’s Old Boys                               |
| 16 lipca 1978 | Gimnasia y Esgrima La Plata – Newell’s Old Boys 1:3 Dougall Montagnoli - Hugo P. Sánchez, Américo Gallego, Héctor E. Montes                                          |
| 16 lipca 1978 | Unión Santa Fe – CA Vélez Sarsfield 0:0 |

### Kolejka 19
| Data          | Mecz |
| ------------- | --- |
| 21 lipca 1978 | CA Vélez Sarsfield – Gimnasia y Esgrima La Plata 0:1 Juan M. Tutino mecz rozegrany został na stadionie klubu San Lorenzo de Almagro |
| 23 lipca 1978 | Argentinos Juniors – Unión Santa Fe 5:2 Claudio Prémici, Rubén Favret (2), Sebastián Ovelar (2) - Jorge R. Salas, Oscar V. Trossero |
| 23 lipca 1978 | Newell’s Old Boys – Racing Club de Avellaneda 2:2 Hugo P. Sánchez, Américo Gallego - Horacio Cordero, Roberto O. Díaz               |
| 23 lipca 1978 | CA Huracán – Chacarita Juniors 4:1 Rodolfo Vilanoba (2, 1k), Jorge A. Sanabria, Nicolás Gómez de Armas - Carlos Ischia              |
| 23 lipca 1978 | Estudiantes La Plata – San Lorenzo de Almagro 2:0 Hugo Gottardi, Jorge Santecchia                                                   |
| 23 lipca 1978 | CA Independiente – Rosario Central 1:0 Rubén Galván                                                                                 |
| 23 lipca 1978 | CA Argentino de Quilmes – CA Banfield 1:0 Luis Andreuchi                                                                            |
| 23 lipca 1978 | Atlanta Buenos Aires – Boca Juniors 1:1 Omar Atondo - Carlos H. Salinas                                                             |
| 23 lipca 1978 | CA Colón – CA All Boys 2:0 José A. Luñiz, Edgardo Di Meola                                                                          |
| 23 lipca 1978 | CA Estudiantes – River Plate 1:0 Carlos M. Toloza mecz rozegrany został na stadionie klubu Chacarita Juniors                        |

### Kolejka 20
| Data          | Mecz |
| ------------- | --- |
| 28 lipca 1978 | Boca Juniors – CA Estudiantes 4:0 Carlos A. March s, Carlos Salguero, Victorio Cocco (2)                                        |
| 30 lipca 1978 | River Plate – Newell’s Old Boys 1:1 Roque Alfaro s - Américo Gallego mecz rozegrany został na stadionie klubu CA Huracán        |
| 30 lipca 1978 | Racing Club de Avellaneda – CA Vélez Sarsfield 3:1 Roque Avallay (3) - Sergio O. Luna                                           |
| 30 lipca 1978 | Gimnasia y Esgrima La Plata – Argentinos Juniors 1:0 Eduardo Solari                                                             |
| 30 lipca 1978 | Unión Santa Fe – CA Colón 1:1 Miguel A. Giachello - Alberto A. Monzón                                                           |
| 30 lipca 1978 | CA All Boys – Estudiantes La Plata 1:2 Héctor Dragonetti (k) - Alejandro Onnis, Hugo Gottardi                                   |
| 30 lipca 1978 | San Lorenzo de Almagro – CA Independiente 3:2 César Lorea, Juan M. Sánz, Jorge Olguín - Antonio Alzamendi, Salvador Giaigischia |
| 30 lipca 1978 | Rosario Central – CA Huracán 2:0 Jorge A. García, Félix Orte mecz rozegrany został na stadionie klubu Newell’s Old Boys         |
| 30 lipca 1978 | Chacarita Juniors – CA Argentino de Quilmes 2:3 Eduardo E. Delgado (2) - Omar H. Gómez, Edgardo Paruzzo, Jorge Gáspari          |
| 30 lipca 1978 | CA Banfield – CA Platense 1:0 Oscar Telli                                                                                       |

### Kolejka 21
| Data            | Mecz |
| --------------- | --- |
| 4 sierpnia 1978 | CA Argentino de Quilmes – Rosario Central 0:0 |
| 6 sierpnia 1978 | CA Platense – Chacarita Juniors 1:1 Gerardo Ríos - Carlos Ischia mecz rozegrany został na stadionie klubu Atlanta Buenos Aires                                                         |
| 6 sierpnia 1978 | CA Independiente – CA All Boys 1:1 Rubén Pagnanini - Félix Nieto |
| 6 sierpnia 1978 | CA Colón – Gimnasia y Esgrima La Plata 0:0 |
| 6 sierpnia      | Argentinos Juniors – Racing Club de Avellaneda 2:4 Claudio Prémici, Raúl M. Bianchi - Néstor Barú (2), Roberto O. Díaz (2) mecz rozegrany został na stadionie klubu Ferro Carril Oeste |
| 6 sierpnia 1978 | Newell’s Old Boys – Boca Juniors 1:1 José C. Costas - Carlos Salguero |
| 7 sierpnia 1978 | CA Huracán – San Lorenzo de Almagro 2:3 Rodolfo Vilanoba, Rubén O. Romano - Juan Meglio (2), Ricardo Collavini                                                                         |
| 7 sierpnia 1978 | Estudiantes La Plata – Unión Santa Fe 1:1 Carlos A. Mazzoni s - Arsenio Ribecca |
| 7 sierpnia 1978 | CA Vélez Sarsfield – River Plate 0:0 |
| 7 sierpnia 1978 | CA Estudiantes – Atlanta Buenos Aires 2:3 Eduardo Cicarello, Luis Ugarte - Alberto Curini (2), Roberto Salomone mecz rozegrany został na stadionie klubu Chacarita Juniors             |

### Kolejka 22
| Data            | Mecz |
| --------------- | --- |
| 9 sierpnia 1978 | CA Vélez Sarsfield – Boca Juniors 4:0 Omar P. Roldán (2), Sergio O. Luna, José A. Castro                                                               |
| 9 sierpnia 1978 | Argentinos Juniors – River Plate 2:1 Sebastián Ovelar, Diego Maradona - Héctor R. Sosa mecz rozegrany został na stadionie klubu San Lorenzo de Almagro |
| 9 sierpnia 1978 | CA Independiente – Unión Santa Fe 2:0 Mariano Biondi, Antonio Alzamendi                                                                                |
| 9 sierpnia 1978 | CA Colón – Racing Club de Avellaneda 1:2 Osvaldo Mazo - Roque Avallay, Roberto O. Díaz                                                                 |
| 9 sierpnia 1978 | CA Argentino de Quilmes – San Lorenzo de Almagro 0:1 Arístides Rodríguez                                                                               |
| 9 sierpnia 1978 | CA Banfield – Chacarita Juniors 1:2 Miguel A. Corvo (k) - Eduardo E. Delgado (2, 1k)                                                                   |
| 9 sierpnia 1978 | CA Platense – Rosario Central 0:0 mecz rozegrany został na stadionie klubu Atlanta Buenos Aires                                                        |
| 9 sierpnia 1978 | Estudiantes La Plata – Gimnasia y Esgrima La Plata 1:1 Carlos A. López - Carlos Della Savia (k)                                                        |
| 9 sierpnia 1978 | Newell’s Old Boys – Atlanta Buenos Aires 0:0 |
| 9 sierpnia 1978 | CA Huracán – CA All Boys 0:1 Mario B. Luna |

### Kolejka 23
| Data             | Mecz |
| ---------------- | --- |
| 11 sierpnia 1978 | Racing Club de Avellaneda – Estudiantes La Plata 1:0 Roberto O. Díaz                                                             |
| 13 sierpnia 1978 | Gimnasia y Esgrima La Plata – CA Independiente 1:1 Jorge Cragno - Norberto Outes                                                 |
| 13 sierpnia 1978 | San Lorenzo de Almagro – CA Platense 2:0 Ricardo Collavini, Claudio Marangoni (k)                                                |
| 13 sierpnia 1978 | Boca Juniors – Argentinos Juniors 1:1 Carlos H. Salinas - Rubén Favret                                                           |
| 13 sierpnia 1978 | CA Estudiantes – Newell’s Old Boys 1:1 Luis Ugarte - Héctor E. Montes mecz rozegrany został na stadionie klubu Chacarita Juniors |
| 13 sierpnia 1978 | Atlanta Buenos Aires – CA Vélez Sarsfield 0:0                                                                                    |
| 13 sierpnia 1978 | CA All Boys – CA Argentino de Quilmes 3:1 Epifanio Medina, Félix Nieto (2) - Luis Andreuchi                                      |
| 13 sierpnia 1978 | Rosario Central – CA Banfield 1:1 Félix Orte - Horacio Santillán mecz rozegrany został na stadionie klubu Newell’s Old Boys      |
| 13 sierpnia 1978 | River Plate – CA Colón 1:0 Héctor R. Sosa mecz rozegrany został na stadionie klubu CA Huracán                                    |
| 13 sierpnia 1978 | Unión Santa Fe – CA Huracán 1:0 Víctor Bottaniz                                                                                  |

### Kolejka 24
| Data             | Mecz |
| ---------------- | --- |
| 17 sierpnia 1978 | CA Vélez Sarsfield – CA Estudiantes 0:1 Carlos M. Toloza                                                  |
| 17 sierpnia 1978 | Argentinos Juniors – Atlanta Buenos Aires 2:0 Carlos Fren, Claudio Prémici                                |
| 17 sierpnia 1978 | Estudiantes La Plata – River Plate 0:0                                                                    |
| 17 sierpnia 1978 | CA Independiente – Racing Club de Avellaneda 1:0 Ricardo Bochini                                          |
| 17 sierpnia 1978 | CA Huracán – Gimnasia y Esgrima La Plata 2:2 Nicolás Gómez de Armas (2) - Jorge Pellegrini, Avelino Verón |
| 17 sierpnia 1978 | CA Argentino de Quilmes – Unión Santa Fe 1:0 Omar H. Gómez                                                |
| 17 sierpnia 1978 | CA Platense – CA All Boys 0:1 Mario B. Luna mecz rozegrany został na stadionie klubu Atlanta Buenos Aires |
| 17 sierpnia 1978 | CA Banfield – San Lorenzo de Almagro 1:1 Osvaldo Cerqueiro - Rodolfo Fischer                              |
| 17 sierpnia 1978 | Chacarita Juniors – Rosario Central 2:0 Eduardo E. Delgado (2, 1k)                                        |
| 17 sierpnia 1978 | CA Colón – Boca Juniors 2:2 Ricardo A. Roldán (2, 1k) - Mario Zanabria, Carlos H. Salinas                 |

### Kolejka 25
| Data             | Mecz |
| ---------------- | --- |
| 19 sierpnia 1978 | San Lorenzo de Almagro – Chacarita Juniors 0:0 |
| 20 sierpnia 1978 | Gimnasia y Esgrima La Plata – CA Argentino de Quilmes 1:1 Jorge Pellegrini - Carlos H. Salinas                                                         |
| 20 sierpnia 1978 | Newell’s Old Boys – CA Vélez Sarsfield 3:2 Hugo P. Sánchez (2), Enzo Bulleri - Pedro Larraquy, Omar R. Jorge                                           |
| 20 sierpnia 1978 | Unión Santa Fe – CA Platense 3:2 Claudio Ginanni s, Miguel A. Giachello, Víctor H. Arroyo - Miguel A. Juárez (2)                                       |
| 20 sierpnia 1978 | Racing Club de Avellaneda – CA Huracán 1:0 Daniel Killer                                                                                               |
| 20 sierpnia 1978 | CA All Boys – CA Banfield 2:0 Epifanio Medina, Mario B. Luna                                                                                           |
| 20 sierpnia 1978 | River Plate – CA Independiente 1:2 Carlos Seppaquercia - Omar Larrosa, Norberto Outes według RSSSF mecz rozegrany został na stadionie klubu CA Huracán |
| 20 sierpnia 1978 | Atlanta Buenos Aires – CA Colón 3:1 Omar Atondo, Roberto Salomone (2) - Jorge Imán                                                                     |
| 20 sierpnia 1978 | CA Estudiantes – Argentinos Juniors 0:2 Sebastián Ovelar, Víctor Jalil mecz rozegrany został na stadionie klubu Chacarita Juniors                      |
| 20 sierpnia 1978 | Boca Juniors – Estudiantes La Plata 3:1 Mario Zanabria, Carlos Salguero, Carlos A. Álvarez - Sergio Fortunato                                          |

### Kolejka 26
| Data             | Mecz |
| ---------------- | --- |
| 27 sierpnia 1978 | CA Independiente – Boca Juniors 1:1 Norberto Outes (k) - Carlos A. Álvarez                                  |
| 27 sierpnia 1978 | CA Huracán – River Plate 1:1 René Houseman - Daniel Lonardi                                                 |
| 27 sierpnia 1978 | CA Argentino de Quilmes – Racing Club de Avellaneda 2:0 Luis Andreuchi, Omar H. Gómez                       |
| 27 sierpnia 1978 | CA Platense – Gimnasia y Esgrima La Plata 0:0 mecz rozegrany został na stadionie klubu Atlanta Buenos Aires |
| 27 sierpnia 1978 | Estudiantes La Plata – Atlanta Buenos Aires 3:0 Sergio Fortunato, Patricio Hernández, Hugo Gottardi         |
| 27 sierpnia 1978 | CA Banfield – Unión Santa Fe 0:1 Arsenio Ribecca                                                            |
| 27 sierpnia 1978 | Chacarita Juniors – CA All Boys 1:0 Sebastián Astudillo                                                     |
| 27 sierpnia 1978 | Rosario Central – San Lorenzo de Almagro 1:0 Oscar Craiyacich                                               |
| 27 sierpnia 1978 | Argentinos Juniors – Newell’s Old Boys 0:0                                                                  |
| 27 sierpnia 1978 | CA Colón – CA Estudiantes 1:0 Jorge Imán                                                                    |

### Kolejka 27
| Data             | Mecz |
| ---------------- | --- |
| 30 sierpnia 1978 | Boca Juniors – CA Huracán 1:0 Carlos A. Rodríguez |
| 30 sierpnia 1978 | CA All Boys – Rosario Central 0:3 Rubén A. Pérez, Félix Orte (2) mecz rozegrany został na stadionie klubu San Lorenzo de Almagro                                         |
| 30 sierpnia 1978 | Unión Santa Fe – Chacarita Juniors 1:0 Víctor Bottaniz |
| 30 sierpnia 1978 | Gimnasia y Esgrima La Plata – CA Banfield 2:0 Jorge Cragno, Jorge Forgués                                                                                                |
| 30 sierpnia 1978 | Racing Club de Avellaneda – CA Platense 3:0 Horacio Cordero, Julio Olarticoechea, Horacio Magalhaes                                                                      |
| 30 sierpnia 1978 | River Plate – CA Argentino de Quilmes 1:1 Ramón A. Díaz - Horacio Milozzi mecz rozegrany został na stadionie klubu CA Huracán                                            |
| 30 sierpnia 1978 | Atlanta Buenos Aires – CA Independiente 1:1 Omar Atondo - Carlos A. Leone                                                                                                |
| 30 sierpnia 1978 | CA Estudiantes – Estudiantes La Plata 1:3 Carlos Guillermo - Hugo Gottardi, Sergio Fortunato, Carlos E. Ortiz mecz rozegrany został na stadionie klubu Chacarita Juniors |
| 30 sierpnia 1978 | Newell’s Old Boys – CA Colón 1:2 Hugo P. Sánchez - Daniel Aricó, Armando Capurro                                                                                         |
| 30 sierpnia 1978 | CA Vélez Sarsfield – Argentinos Juniors 0:2 Diego Maradona (2, 1k) |

### Kolejka 28
| Data            | Mecz |
| --------------- | --- |
| 1 września 1978 | CA Independiente – CA Estudiantes 2:1 Antonio Alzamendi, Enzo Trossero - Juan C. Bravo (k)                                                       |
| 3 września 1978 | CA Argentino de Quilmes – Boca Juniors 0:0 |
| 3 września 1978 | Estudiantes La Plata – Newell’s Old Boys 2:0 Sergio Fortunato (2)                                                                                |
| 3 września 1978 | Rosario Central – Unión Santa Fe 2:2 Oscar Coullery, Félix Orte - Miguel Giachello, Carlos A. Mazzoni (k)                                        |
| 3 września 1978 | CA Huracán – Atlanta Buenos Aires 0:0 |
| 3 września 1978 | Chacarita Juniors – Gimnasia y Esgrima La Plata 1:0 Sebastián Astudillo według RSSSF mecz rozegrany został na stadionie klubu Ferro Carril Oeste |
| 3 września 1978 | San Lorenzo de Almagro – CA All Boys 4:2 Juan Meglio, Mario Rizzi (2), Ricardo Mier Segovia s - Héctor Dragonetti, Carlos A. Pinasco             |
| 3 września 1978 | CA Colón – CA Vélez Sarsfield 1:1 José A. Luñiz - José A. Castro                                                                                 |
| 3 września 1978 | CA Banfield – Racing Club de Avellaneda 1:0 José Lo Gatto                                                                                        |
| 3 września 1978 | CA Platense – River Plate 1:0 Miguel Arturo Juárez (k) mecz rozegrany został na stadionie klubu Atlanta Buenos Aires                             |

### Kolejka 29
| Data             | Mecz |
| ---------------- | --- |
| 10 września 1978 | Boca Juniors – CA Platense 1:1 Rubén Suñé - Mario E. Belloni                                                                                         |
| 10 września 1978 | Unión Santa Fe – San Lorenzo de Almagro 0:0 |
| 10 września 1978 | Gimnasia y Esgrima La Plata – Rosario Central 0:2 Ramón Bóveda, Oscar Agonil                                                                         |
| 10 września 1978 | Racing Club de Avellaneda – Chacarita Juniors 2:2 Néstor Barú, Daniel Killer - Oscar H. Benítez, Hugo Pena                                           |
| 10 września 1978 | River Plate – CA Banfield 0:0 |
| 10 września 1978 | Atlanta Buenos Aires – CA Argentino de Quilmes 0:1 Horacio Milozzi                                                                                   |
| 10 września 1978 | CA Estudiantes – CA Huracán 0:5 Néstor Candedo, Nicolás Gómez de Armas, René Houseman (3) mecz rozegrany został na stadionie klubu Chacarita Juniors |
| 10 września 1978 | Newell’s Old Boys – CA Independiente 1:1 Roque Alfaro - Enzo Trossero                                                                                |
| 10 września 1978 | CA Vélez Sarsfield – Estudiantes La Plata 1:2 Omar P. Roldán - Jorge Santecchia, Carlos A. López                                                     |
| 10 września 1978 | Argentinos Juniors – CA Colón 2:1 Diego Maradona, Sebastián Ovelar - José A. Lúñiz                                                                   |

### Kolejka 30
| Data             | Mecz |
| ---------------- | --- |
| 13 września 1978 | CA Banfield – Boca Juniors 1:3 Miguel A. Corvo (k) - Hugo Perotti (2), Carlos A. Álvarez                                      |
| 13 września 1978 | Rosario Central – Racing Club de Avellaneda 1:1 Hugo Zavagno - Néstor Barú                                                    |
| 14 września 1978 | San Lorenzo de Almagro – Gimnasia y Esgrima La Plata 2:0 Juan Meglio, Jorge Olguín                                            |
| 14 września 1978 | CA Huracán – Newell’s Old Boys 1:0 René Houseman                                                                              |
| 14 września 1978 | CA Independiente – CA Vélez Sarsfield 2:0 Pedro Magallanes, Norberto Outes (k)                                                |
| 14 września 1978 | CA Platense – Atlanta Buenos Aires 1:0 Mario E. Belloni mecz rozegrany został na stadionie klubu Atlanta Buenos Aires         |
| 14 września 1978 | Estudiantes La Plata – Argentinos Juniors 2:1 Hugo Gottardi, Sergio Fortunato - Diego Maradona                                |
| 14 września 1978 | CA Argentino de Quilmes – CA Estudiantes 1:0 Luis Andreuchi                                                                   |
| 14 września 1978 | CA All Boys – Unión Santa Fe 0:0 mecz rozegrany został na stadionie klubu Chacarita Juniors                                   |
| 14 września 1978 | Chacarita Juniors – River Plate 2:1 Carlos Ischia (2) - Norberto Alonso mecz rozegrany został na stadionie klubu Boca Juniors |

### Kolejka 31
| Data             | Mecz |
| ---------------- | --- |
| 16 września 1978 | Boca Juniors – Chacarita Juniors 4:3 Carlos A. Álvarez, Roberto Mouzo, Abel Alves (2) - Néstor Fridman, Eduardo E. Delgado (k), Oscar H. Benítez                                         |
| 18 września 1978 | CA Estudiantes – CA Platense 2:1 Luis A. Sánchez, Carlos M. Toloza - Miguel Arturo Juárez (k) mecz rozegrany został na stadionie klubu Chacarita Juniors                                 |
| 18 września 1978 | Gimnasia y Esgrima La Plata – CA All Boys 3:2 Jorge Pellegrini, Oscar Fornari, Carlos Della Savia - Hugo Saggioratto, Osvaldo Scigliano                                                  |
| 18 września 1978 | River Plate – Rosario Central 3:0 Ramón A. Díaz, Hugo Galletti, Héctor R. Sosa |
| 18 września 1978 | Atlanta Buenos Aires – CA Banfield 2:1 Jorge A. Vázquez, Mario S. Franceschini - Oscar Delarroca                                                                                         |
| 18 września 1978 | CA Vélez Sarsfield – CA Huracán 0:0 |
| 18 września 1978 | Argentinos Juniors – CA Independiente 4:1 Carlos A. Carrizo, Sebastián Ovelar (2), Diego Maradona - Salvador Giaigischia mecz rozegrany został na stadionie klubu San Lorenzo de Almagro |
| 18 września 1978 | Racing Club de Avellaneda – San Lorenzo de Almagro 0:1 Rodolfo Fischer |
| 18 września 1978 | CA Colón – Estudiantes La Plata 1:4 Edgardo Di Meola - Sergio Fortunato (2), Hugo Gottardi (2)                                                                                           |
| 18 września 1978 | Newell’s Old Boys – CA Argentino de Quilmes 2:1 Roque Alfaro, Hugo P. Sánchez - Horacio Bianchini                                                                                        |

### Kolejka 32
| Data             | Mecz |
| ---------------- | --- |
| 20 września 1978 | Rosario Central – Boca Juniors 0:1 Abel Alves |
| 20 września 1978 | Unión Santa Fe – Gimnasia y Esgrima La Plata 1:0 Miguel A. Giachello                                                                                |
| 20 września 1978 | CA Argentino de Quilmes – CA Vélez Sarsfield 1:0 Luis Andreuchi (k)                                                                                 |
| 20 września 1978 | CA Huracán – Argentinos Juniors 1:2 Miguel N. Flores (k) - Diego Maradona (2, 2k)                                                                   |
| 20 września 1978 | CA All Boys – Racing Club de Avellaneda 1:0 Domingo Zilli mecz rozegrany został na stadionie klubu Chacarita Juniors                                |
| 20 września 1978 | CA Banfield – CA Estudiantes 3:2 Miguel A. Corvo, Sergio Gigli, Miguel O. González - Juan Guillermo, Hugo Cortés                                    |
| 20 września 1978 | CA Independiente – CA Colón 3:1 Antonio Alzamendi (2), Norberto Outes - Osvaldo Mazo                                                                |
| 20 września 1978 | San Lorenzo de Almagro – River Plate 1:1 Mario Rizzi - Rubén Galletti                                                                               |
| 20 września 1978 | CA Platense – Newell’s Old Boys 1:2 José L. Petti - Héctor E. Montes, Américo Gallego mecz rozegrany został na stadionie klubu Atlanta Buenos Aires |
| 20 września 1978 | Chacarita Juniors – Atlanta Buenos Aires 1:1 Sebastián Astudillo - Manuel A. Sánchez mecz rozegrany został na stadionie klubu Boca Juniors          |

### Kolejka 33
| Data             | Mecz |
| ---------------- | --- |
| 22 września 1978 | Boca Juniors – San Lorenzo de Almagro 1:3 Jorge J. Benítez - Miguel A. Torres, Jorge Olguín, Mario Rizzi mecz rozegrany został na stadionie klubu Atlanta Buenos Aires |
| 22 września 1978 | Racing Club de Avellaneda – Unión Santa Fe 0:1 Fernando H. Alí |
| 24 września 1978 | Estudiantes La Plata – CA Independiente 1:1 Carlos A. López - Pedro R. Magallanes                                                                                      |
| 24 września 1978 | CA Colón – CA Huracán 0:2 Rubén Romano, Jorge A. Sanabria |
| 24 września 1978 | Newell’s Old Boys – CA Banfield 2:0 Américo Gallego, Roque Alfaro |
| 24 września 1978 | Argentinos Juniors – CA Argentino de Quilmes 1:1 Diego Maradona - Horacio Bianchini mecz rozegrany został na stadionie klubu San Lorenzo de Almagro                    |
| 24 września 1978 | Atlanta Buenos Aires – Rosario Central 1:0 Mario S. Franceschini |
| 24 września 1978 | River Plate – CA All Boys 4:0 Víctor Marchetti, Oscar Ortiz, Héctor R. Sosa, Norberto Alonso                                                                           |
| 24 września 1978 | CA Estudiantes – Chacarita Juniors 1:2 Carlos M. Toloza - Sebastián Astudillo, Osvaldo S. Escudero mecz rozegrany został na stadionie klubu Chacarita Juniors          |
| 24 września 1978 | CA Vélez Sarsfield – CA Platense 1:0 Héctor Ártico (k) |

### Kolejka 34
| Data             | Mecz |
| ---------------- | --- |
| 27 września 1978 | CA All Boys – Boca Juniors 0:0 mecz rozegrany został na stadionie klubu Racing Club de Avellaneda                                                                              |
| 27 września 1978 | CA Huracán – Estudiantes La Plata 3:2 Miguel A. Gallardo, Jorge A. Sanabria, René Houseman (k) - Hugo Gottardi, Sergio Fortunato                                               |
| 27 września 1978 | CA Argentino de Quilmes – CA Colón 1:0 Luis Andreuchi |
| 27 września 1978 | CA Platense – Argentinos Juniors 2:2 José L. Petti, Miguel Arturo Juárez (k) - Sebastián Ovelar, Claudio Prémici mecz rozegrany został na stadionie klubu Atlanta Buenos Aires |
| 27 września 1978 | CA Banfield – CA Vélez Sarsfield 0:1 José A. Castro |
| 27 września 1978 | Chacarita Juniors – Newell’s Old Boys 1:0 Eduardo E. Delgado |
| 27 września 1978 | Rosario Central – CA Estudiantes 3:0 Guillermo Trama (2), Félix Orte |
| 27 września 1978 | San Lorenzo de Almagro – Atlanta Buenos Aires 2:2 Claudio Marangoni, Miguel A. Torres - Adrián F. Bianchi, Alfredo M. Torres                                                   |
| 27 września 1978 | Unión Santa Fe – River Plate 5:0 Héctor Pitarch, Fernando H. Alí (3), Carlos A. Mazzoni (k)                                                                                    |
| 27 września 1978 | Gimnasia y Esgrima La Plata – Racing Club de Avellaneda 0:0 |

### Kolejka 35
| Data                | Mecz |
| ------------------- | --- |
| 29 września 1978    | Boca Juniors – Unión Santa Fe 1:1 Jorge J. Benítez - Fernando H. Alí mecz rozegrany został na stadionie klubu Racing Club de Avellaneda |
| 1 października 1978 | Estudiantes La Plata – CA Argentino de Quilmes 1:2 Patricio Hernández - Luis Andreuchi, Miguel A. Filardo                               |
| 1 października 1978 | CA Vélez Sarsfield – Chacarita Juniors 5:1 Sergio O. Luna, Omar P. Roldán (2), Anastasio Malaquín, Héctor Ártico - Eduardo E. Delgado   |
| 1 października 1978 | Argentinos Juniors – CA Banfield 3:2 Diego Maradona, Daniel N. García, Rubén Favret - Miguel O. González, Miguel A. Corvo (k)           |
| 1 października 1978 | River Plate – Gimnasia y Esgrima La Plata 3:2 Eduardo Saporiti, Daniel Passarella (2, 1k) - Jorge Forgués, Avelino Verón                |
| 1 października 1978 | CA Colón – CA Platense 2:1 Ricardo A. Roldán, Daniel Aricó - Juan C. Aguirre                                                            |
| 1 października 1978 | Newell’s Old Boys – Rosario Central 3:1 Américo Gallego, Roque Alfaro, Hugo P. Sánchez - Guillermo Trama                                |
| 1 października 1978 | CA Independiente – CA Huracán 1:1 Enzo Trossero (k) - Jorge A. Sanabria                                                                 |
| 1 października 1978 | CA Estudiantes – San Lorenzo de Almagro 0:0 mecz rozegrany został na stadionie klubu Chacarita Juniors                                  |
| 1 października 1978 | Atlanta Buenos Aires – CA All Boys 1:1 Mario S. Franceschini - Héctor Dragonetti (k)                                                    |

### Kolejka 36
| Data                | Mecz |
| ------------------- | --- |
| 6 października 1978 | Racing Club de Avellaneda – River Plate 0:1 Hugo Coscia |
| 7 października 1978 | CA Platense – Estudiantes La Plata 4:3 Miguel A. Juárez, José L. Petti, Pedro Mastromauro, Osvaldo O. Pérez - Olegario Alderete s, José L. Brown, Sergio Fortunato mecz rozegrany został na stadionie klubu Atlanta Buenos Aires |
| 8 października 1978 | Gimnasia y Esgrima La Plata – Boca Juniors 3:2 Jorge Cragno, Oscar Fornari (2) - Ernesto Mastrángelo (2) |
| 8 października 1978 | Chacarita Juniors – Argentinos Juniors 2:3 Eduardo E. Delgado (2, 1k) - Rubén Favret, Diego Maradona (2, 1k) |
| 8 października 1978 | San Lorenzo de Almagro – Newell’s Old Boys 0:0 |
| 8 października 1978 | Rosario Central – CA Vélez Sarsfield 3:0 Guillermo Trama (2), Oscar Agonil |
| 8 października 1978 | Unión Santa Fe – Atlanta Buenos Aires 2:0 Miguel A. Giachello, Fernando H. Alí |
| 8 października 1978 | CA Banfield – CA Colón 1:4 Miguel A. Corvo (k) - Ricardo A. Roldán (2), Alberto A. Monzón, Osvaldo Mazo |
| 8 października 1978 | CA Argentino de Quilmes – CA Independiente 1:0 Juan C. Merlo |
| 8 października 1978 | CA All Boys – CA Estudiantes 1:0 Héctor Dragonetti (k) |

### Kolejka 37
| Data                 | Mecz |
| -------------------- | --- |
| 11 października 1978 | Boca Juniors – Racing Club de Avellaneda 3:2 Mario Zanabria, Armando M. Husillos, Miguel A. Bordón - Daniel Killer, Néstor Barú mecz rozegrany został na stadionie klubu San Lorenzo de Almagro |
| 11 października 1978 | Atlanta Buenos Aires – Gimnasia y Esgrima La Plata 2:0 Omar Atondo (2, 1k) |
| 11 października 1978 | CA Estudiantes – Unión Santa Fe 1:4 Juan Guillermo - Juan C. Bravo s, Miguel A. Giachello, Víctor H. Arroyo, Arsenio Ribecca mecz rozegrany został na stadionie klubu Chacarita Juniors         |
| 11 października 1978 | Newell’s Old Boys – CA All Boys 1:0 Roque Alfaro (k) |
| 11 października 1978 | CA Vélez Sarsfield – San Lorenzo de Almagro 0:0 |
| 11 października 1978 | CA Colón – Chacarita Juniors 3:0 Alberto A. Monzón, Ricardo A. Roldán, Raúl F. Agüero |
| 11 października 1978 | Estudiantes La Plata – CA Banfield 1:2 Sergio Fortunato - Osvaldo Cerqueiro, Miguel O. González                                                                                                 |
| 11 października 1978 | CA Independiente – CA Platense 1:1 Ricardo Bochini - José L. Petti |
| 11 października 1978 | CA Huracán – CA Argentino de Quilmes 3:1 Carlos Domengoni, René Houseman, José A. Ubeda - Horacio Milozzi                                                                                       |
| 12 października 1978 | Argentinos Juniors – Rosario Central 1:0 Diego Maradona mecz rozegrany został na stadionie klubu Atlanta Buenos Aires                                                                           |

### Kolejka 38
| Data                 | Mecz |
| -------------------- | --- |
| 13 października 1978 | Racing Club de Avellaneda – Atlanta Buenos Aires 1:1 Néstor Barú - Omar Atondo (k)                          |
| 15 października 1978 | River Plate – Boca Juniors 1:0 Omar Labruna                                                                 |
| 15 października 1978 | CA Banfield – CA Independiente 1:1 Miguel A. Corvo (k) - José A. Lencina                                    |
| 15 października 1978 | CA Platense – CA Huracán 0:0 mecz rozegrany został na stadionie klubu Atlanta Buenos Aires                  |
| 15 października 1978 | Chacarita Juniors – Estudiantes La Plata 2:0 Eduardo E. Delgado (2)                                         |
| 15 października 1978 | Gimnasia y Esgrima La Plata – CA Estudiantes 2:2 Juan M. Tutino, Miguel A. Restelli - Juan C. Bravo (2, 1k) |
| 15 października 1978 | CA All Boys – CA Vélez Sarsfield 2:1 Mario B. Luna, Osvaldo Morandini - Héctor Ártico (k)                   |
| 15 października 1978 | Unión Santa Fe – Newell’s Old Boys 1:0 Víctor H. Arroyo                                                     |
| 15 października 1978 | Rosario Central – CA Colón 2:0 Hugo Zavagno, Guillermo Trama                                                |
| 17 października 1978 | San Lorenzo de Almagro – Argentinos Juniors 2:0 Mario Rizzi (2)                                             |

### Kolejka 39
| Data                 | Mecz |
| -------------------- | --- |
| 19 października 1978 | Atlanta Buenos Aires – River Plate 2:1 Alfredo M. Torres (2) - Héctor R. Sosa mecz rozegrany został na stadionie klubu Boca Juniors                          |
| 19 października 1978 | CA Argentino de Quilmes – CA Platense 3:1 Héctor Milano (2), Luis Andreuchi (k) - José L. Petti                                                              |
| 19 października 1978 | CA Independiente – Chacarita Juniors 4:0 Mariano Biondi, Pedro R. Magallanes, Javier Novoa, ?                                                                |
| 19 października 1978 | CA Colón – San Lorenzo de Almagro 2:0 Edgardo Di Meola (2)                                                                                                   |
| 19 października 1978 | CA Huracán – CA Banfield 2:2 René Houseman, Miguel A. Gallardo - Miguel A. Corvo (k), Miguel O. González                                                     |
| 19 października 1978 | Argentinos Juniors – CA All Boys 1:0 Diego Maradona mecz rozegrany został na stadionie klubu San Lorenzo de Almagro                                          |
| 19 października 1978 | CA Estudiantes – Racing Club de Avellaneda 2:1 Eduardo Cicarello, Juan C. Bravo (k) - Néstor Barú mecz rozegrany został na stadionie klubu Chacarita Juniors |
| 19 października 1978 | CA Vélez Sarsfield – Unión Santa Fe 0:1 Miguel A. Giachello                                                                                                  |
| 19 października 1978 | Estudiantes La Plata – Rosario Central 2:2 Hugo Pedraza, Hugo Gottardi - Guillermo Trama, Félix Orte (k)                                                     |
| 19 października 1978 | Newell’s Old Boys – Gimnasia y Esgrima La Plata 2:1 Roque Alfaro, Rolando Barrera - Avelino Verón                                                            |

### Kolejka 40
| Data                 | Mecz |
| -------------------- | --- |
| 22 października 1978 | Boca Juniors – Atlanta Buenos Aires 3:2 Carlos H. Salinas, Armando M. Husillos, Carlos A. Álvarez - Omar Atondo (2) mecz rozegrany został na stadionie klubu Ferro Carril Oeste |
| 22 października 1978 | Racing Club de Avellaneda – Newell’s Old Boys 2:0 Néstor Barú, Roberto O. Díaz                                                                                                  |
| 22 października 1978 | River Plate – CA Estudiantes 2:2 Héctor R. Sosa, Ramón A. Díaz - Carlos M. Toloza, Manuel V. Gerez                                                                              |
| 22 października 1978 | CA All Boys – CA Colón 3:0 Antonio Vergara s, Héctor Dragonetti (2) |
| 22 października 1978 | Rosario Central – CA Independiente 3:1 Félix Orte, Miguel A. Manzi, Jorge A. García - Norberto Outes                                                                            |
| 22 października 1978 | Unión Santa Fe – Argentinos Juniors 2:1 Fernando H. Alí, Carlos A. Mazzoni - Raúl O. Núñez                                                                                      |
| 22 października 1978 | CA Banfield – CA Argentino de Quilmes 0:1 Horacio Milozzi |
| 22 października 1978 | San Lorenzo de Almagro – Estudiantes La Plata 1:0 René A. Alderete |
| 22 października 1978 | Gimnasia y Esgrima La Plata – CA Vélez Sarsfield 1:2 Avelino Verón - José A. Castro (2)                                                                                         |
| 22 października 1978 | Chacarita Juniors – CA Huracán 2:0 Carlos Ischia, Osvaldo S. Escudero |

### Kolejka 41
| Data                 | Mecz |
| -------------------- | --- |
| 24 października 1978 | Argentinos Juniors – Gimnasia y Esgrima La Plata 1:1 Mario Paternó - Miguel A. Restelli mecz rozegrany został na stadionie klubu Atlanta |
| 25 października 1978 | CA Platense – CA Banfield 2:1 mecz rozegrany został na stadionie klubu Atlanta                                                           |
| 25 października 1978 | CA Argentino de Quilmes – Chacarita Juniors 2:1 mecz rozegrany został na stadionie klubu Banfield                                        |
| 25 października 1978 | CA Huracán – Rosario Central 0:1 |
| 25 października 1978 | CA Independiente – San Lorenzo de Almagro 1:2                                                                                            |
| 25 października 1978 | Estudiantes La Plata – CA All Boys 5:1                                                                                                   |
| 25 października 1978 | CA Colón – Unión Santa Fe 1:1 Osvaldo Mazo - Arsenio Ribecca                                                                             |
| 25 października 1978 | CA Vélez Sarsfield – Racing Club de Avellaneda 0:0                                                                                       |
| 25 października 1978 | Newell’s Old Boys – River Plate 0:1 |
| 25 października 1978 | CA Estudiantes – Boca Juniors 0:0 mecz rozegrany został na stadionie klubu Chacarita Juniors                                             |

### Kolejka 42
| Data                 | Mecz |
| -------------------- | --- |
| 27 października 1978 | CA All Boys – CA Independiente 1:4 mecz rozegrany został na stadionie klubu Huracán |
| 28 października 1978 | Gimnasia y Esgrima La Plata – CA Colón 2:2 |
| 29 października 1978 | Atlanta Buenos Aires – CA Estudiantes 1:2 |
| 29 października 1978 | Boca Juniors – Newell’s Old Boys 1:0 |
| 29 października 1978 | River Plate – CA Vélez Sarsfield 1:0 |
| 29 października 1978 | Racing Club de Avellaneda – Argentinos Juniors 2:2 |
| 29 października 1978 | Unión Santa Fe – Estudiantes La Plata 3:0 |
| 29 października 1978 | San Lorenzo de Almagro – CA Huracán 2:1 |
| 29 października 1978 | Rosario Central – CA Argentino de Quilmes 2:3 Widzowie: 23984 Sędzia: Ithurralde Bramki: 1:0 Trama 31, 1:1 Andreuchi 36k, 2:1 Orte 47k, 2:2 Andreuchi 48k, 2:3 Gáspari 52k Club Atlético Rosario Central: R.Ferrero – Magistral, Craiyacich, Bauza (Coullery), J.A.García – Zavagno (Agonil), Manccinelli, Rubén Pérez – Bóveda, Trama, Orte. Trener: Carlos Timoteo Griguol. Quilmes Atlético Club: Palacios – Zárate, Milozzi, Fanesi, Gaño – Bianchini, Gáspari, H.Salinas (Recavarren) – Filardo (O.Gómez), Andreuchi, Milano. Trener: José Yudica. |
| 29 października 1978 | Chacarita Juniors – CA Platense 0:1 |

### Końcowa tabela Metropolitano 1978
| Poz | Klub                        | Mecze | Zw | Rem | Por | Pkt | BrZd | BrStr |
| --- | --------------------------- | ----- | -- | --- | --- | --- | ---- | ----- |
| 1   | CA Argentino de Quilmes     | 40    | 22 | 10  | 8   | 54  | 53   | 41    |
| 2   | Boca Juniors                | 40    | 20 | 13  | 7   | 53  | 58   | 45    |
| 3   | Unión Santa Fe              | 40    | 20 | 12  | 8   | 52  | 58   | 36    |
| 4   | San Lorenzo de Almagro      | 40    | 17 | 13  | 10  | 47  | 47   | 41    |
| 5   | Argentinos Juniors          | 40    | 17 | 12  | 11  | 46  | 66   | 52    |
| 6   | River Plate                 | 40    | 16 | 13  | 11  | 45  | 59   | 47    |
| 7   | Newell’s Old Boys           | 40    | 14 | 16  | 10  | 44  | 52   | 36    |
| 8   | CA Independiente            | 40    | 15 | 13  | 12  | 43  | 69   | 54    |
| 9   | Racing Club de Avellaneda   | 40    | 15 | 12  | 13  | 42  | 58   | 46    |
| 10  | Rosario Central             | 40    | 13 | 16  | 11  | 42  | 43   | 32    |
| 11  | Gimnasia y Esgrima La Plata | 40    | 11 | 18  | 11  | 40  | 41   | 44    |
| 12  | CA Colón                    | 40    | 14 | 11  | 15  | 39  | 60   | 59    |
| 13  | Atlanta Buenos Aires        | 40    | 10 | 17  | 13  | 37  | 49   | 56    |
| 14  | Estudiantes La Plata        | 40    | 13 | 10  | 17  | 36  | 59   | 51    |
| 15  | CA Huracán                  | 40    | 11 | 13  | 16  | 36  | 47   | 46    |
| 16  | CA Vélez Sarsfield          | 40    | 10 | 15  | 15  | 35  | 35   | 39    |
| 17  | CA All Boys                 | 40    | 10 | 11  | 19  | 31  | 34   | 58    |
| 18  | Chacarita Juniors           | 40    | 11 | 9   | 20  | 31  | 39   | 69    |
| 19  | CA Platense                 | 40    | 8  | 14  | 18  | 30  | 41   | 63    |
| 20  | CA Banfield                 | 40    | 7  | 15  | 18  | 29  | 43   | 66    |
| 21  | CA Estudiantes              | 40    | 8  | 13  | 19  | 29  | 43   | 73    |

Mistrz Campeonato Metropolitano 1978 CA Argentino de Quilmes zapewnił sobie udział w Copa Libertadores 1979. Z ligi spadły dwa ostatnie w tabeli kluby CA Banfield i CA Estudiantes.

### Klasyfikacja strzelców bramek Metropolitano 1978
| Gole | Piłkarz          | Klub                      |
| ---- | ---------------- | ------------------------- |
| 21   | Luis Andreuchi   | CA Argentino de Quilmes   |
| 21   | Diego Maradona   | Argentinos Juniors        |
| 20   | Norberto Outes   | CA Independiente          |
| 17   | Roque Avallay    | Racing Club de Avellaneda |
| 16   | Omar Atondo      | Atlanta Buenos Aires      |
| 16   | Sergio Fortunato | Estudiantes La Plata      |

## Campeonato Nacional 1978
W Campeonato Nacional wzięły udział 32 kluby – 20 klubów biorących udział w mistrzostwach Metropolitano oraz 12 klubów z prowincji. Prowincjonalna dwunastka została wyłoniona podczas rozgrywek klasyfikacyjnych klubów które wygrały swoje ligi prowincjonalne w roku 1977. W sezonie 1978 w mistrzostwach Nacional wzięły udział następujące kluby z regionu stołecznego (Metropolitano): CA All Boys, Argentinos Juniors, Atlanta Buenos Aires, Boca Juniors, Chacarita Juniors, CA Colón, Estudiantes La Plata, Ferro Carril Oeste, Gimnasia y Esgrima La Plata, CA Huracán, CA Independiente, Newell’s Old Boys, CA Platense, CA Argentino de Quilmes, Racing Club de Avellaneda, River Plate, Rosario Central,
San Lorenzo de Almagro, Unión Santa Fe, CA Vélez Sarsfield
Do pierwszej ligi mistrzostw Nacional w sezonie 1978 zakwalifikowały się następujące kluby z prowincji: Altos Hornos Zapla Palpalá, Alvarado Mar del Plata, Atlético Ledesma Pueblo Ledesma, Atlético Tucumán, Deportivo Roca General Roca, Gimnasia y Esgrima Mendoza, Juventud Antoniana Salta, Patronato Paraná, Racing Córdoba, San Martín Mendoza, San Martín Tucumán, Talleres Córdoba

### Kolejka 1
Grupa A
| Data             | Mecz |
| ---------------- | --- |
| 4 listopada 1978 | Newell’s Old Boys – Estudiantes La Plata 2:0 Sergio A. Robles (2)                                             |
| 5 listopada 1978 | Racing Club de Avellaneda – Juventud Antoniana Salta 3:0 Jorge J. Olarticoechea, Néstor Barú, Carlos A. López |
| 5 listopada 1978 | Talleres Córdoba – CA All Boys 3:0 Luis Galván, José O. Reinaldi, Ricardo Cherini                             |
| 5 listopada 1978 | Ferro Carril Oeste – Atlético Ledesma Pueblo Ledesma 2:0 Juan C. Molina, Juan D. Rocchia                      |

Grupa B
| Data             | Mecz |
| ---------------- | --- |
| 4 listopada 1978 | Unión Santa Fe – Patronato Paraná 2:0 Víctor H. Arroyo, Miguel A. Giachello                                                   |
| 4 listopada 1978 | Gimnasia y Esgrima Mendoza – CA Platense 1:0 Juan C. Gutiérrez mecz rozegrany został na stadionie Estadio Malvinas Argentinas |
| 5 listopada 1978 | Chacarita Juniors – Atlético Tucumán 1:0 Osvaldo S. Escudero                                                                  |
| 5 listopada 1978 | CA Huracán – Boca Juniors 1:1 Carlos babington (k) - Roberto Mouzo (k)                                                        |

Grupa C
| Data             | Mecz                                                                               |
| ---------------- | ---------------------------------------------------------------------------------- |
| 5 listopada 1978 | Deportivo Roca General Roca – Independiente 0:2 Norberto Outes (2, 1k)             |
| 5 listopada 1978 | Argentinos Juniors – Racing Córdoba 1:0 Diego Maradona                             |
| 5 listopada 1978 | Gimnasia y Esgrima La Plata – Rosario Central 1:0 Oscar Fornari                    |
| 5 listopada 1978 | Altos Hornos Zapla Palpalá – CA Vélez Sarsfield 1:1 Eduardo Bacas - Pedro Larraquy |

Grupa D
| Data             | Mecz |
| ---------------- | --- |
| 5 listopada 1978 | River Plate – San Lorenzo de Almagro 2:0 Norberto Alonso, Horacio Simaldone s                                                                                         |
| 5 listopada 1978 | Atlanta Buenos Aires – San Martín Mendoza 1:1 Omar Atondo k - Francisco Monárdez                                                                                      |
| 5 listopada 1978 | Alvarado Mar del Plata – CA Colón 1:3 Jorge Maldonado - Alberto A. Monzón, José A. Luñiz, Ernesto Aráoz mecz rozegrany został na stadionie Estadio General San Martín |
| 5 listopada 1978 | San Martín Tucumán – CA Argentino de Quilmes 0:0 |

### Kolejka 2
Grupa A
| Data             | Mecz |
| ---------------- | --- |
| 8 listopada 1978 | CA All Boys – Juventud Antoniana Salta 2:1 Eduardo I. Sánchez, Mario B. Luna - Luis A. Rivero mecz rozegrany został na stadionie klubu CA Huracán |
| 8 listopada 1978 | Ferro Carril Oeste – Racing Club de Avellaneda 1:1 Rubén A. Rojas - Néstor Barú (k) mecz rozegrany został na stadionie klubu CA Vélez Sarsfield   |
| 8 listopada 1978 | Estudiantes La Plata – Talleres Córdoba 3:2 Sergio Fortunato (3, 1k) - Omar E. Arrieta, José O. Reinaldi                                          |
| 8 listopada 1978 | Atlético Ledesma Pueblo Ledesma – Newell’s Old Boys 3:0 Víctor H. Sosa (2, 1k), René Juárez                                                       |

Grupa B
| Data             | Mecz |
| ---------------- | --- |
| 8 listopada 1978 | Patronato Paraná – Boca Juniors 0:2 Ricardo Alonso, Armando M. Husillos                                                           |
| 8 listopada 1978 | Chacarita Juniors – CA Huracán 2:3 Héctor Fridman, Eduardo E. Delgado - René Houseman (3)                                         |
| 8 listopada 1978 | CA Platense – Unión Santa Fe 0:2 Miguel A. Giachello, Alcides Merlo mecz rozegrany został na stadionie klubu Atlanta Buenos Aires |
| 8 listopada 1978 | Atlético Tucumán – Gimnasia y Esgrima Mendoza 4:1 Víctor H. Palomba (2, 1k), Néstor A. Gómez, Luis R. Barrientos - Héctor Suárez  |

Grupa C
| Data             | Mecz |
| ---------------- | --- |
| 8 listopada 1978 | Racing Córdoba – Gimnasia y Esgrima La Plata 2:2 Eduardo Giuliano, Domingo D’Andrea - Carlos Della Savia, Juan C. Bujedo s mecz rozegrany został na stadionie klubu Instituto Córdoba |
| 8 listopada 1978 | Rosario Central – Altos Hornos Zapla Palpalá 1:1 Miguel A. Manzi - Julio C. Bulacio                                                                                                   |
| 8 listopada 1978 | Deportivo Roca General Roca – Argentinos Juniors 1:0 Oscar Di Giácomo |
| 8 listopada 1978 | Independiente – CA Vélez Sarsfield 2:2 Norberto Outes (2, 2k) - Pedro Larraquy, Félix Nieto                                                                                           |

Grupa D
| Data             | Mecz                                                                                                   |
| ---------------- | --- |
| 8 listopada 1978 | San Lorenzo de Almagro – CA Argentino de Quilmes 2:1 Mario Rizzi (2) - Edgardo Paruzzo                 |
| 8 listopada 1978 | San Martín Mendoza – San Martín Tucumán 0:0                                                            |
| 8 listopada 1978 | CA Colón – Atlanta Buenos Aires 3:1 Ernesto Aráoz, Edgardo Di Meola, Raúl F. Agüero - Carlos A. Carrió |
| 9 listopada 1978 | River Plate – Alvarado Mar del Plata 4:0 Víctor Marchetti, Norberto Alonso (2), Daniel Passarella      |

### Kolejka 3
Grupa A
| Data              | Mecz |
| ----------------- | --- |
| 12 listopada 1978 | Juventud Antoniana Salta – Estudiantes La Plata 1:2 Luis A. Rivero - Jorge Santecchia, Hugo Gottardi                                                                        |
| 12 listopada 1978 | Newell’s Old Boys – Ferro Carril Oeste 3:0 Sergio A. Robles (k), Daniel Tagliani s, Hugo P. Sánchez                                                                         |
| 12 listopada 1978 | Talleres Córdoba – Atlético Ledesma Pueblo Ledesma 3:1 Eduardo Torletti, Jorge Coch, Luis A. Ludueña - Oscar Altamiranda mecz rozegrany został na stadionie Estadio Córdoba |
| 12 listopada 1978 | Racing Club de Avellaneda – CA All Boys 0:0 |

Grupa B
| Data              | Mecz |
| ----------------- | --- |
| 11 listopada 1978 | Boca Juniors – CA Platense 1:0 Jorge J. Benítez |
| 11 listopada 1978 | Unión Santa Fe – Atlético Tucumán 0:0 |
| 12 listopada 1978 | CA Huracán – Patronato Paraná 2:0 Carlos Babington, René Houseman |
| 12 listopada 1978 | Gimnasia y Esgrima Mendoza – Chacarita Juniors 1:2 Héctor Suárez - Carlos Ischia, Osvaldo S. Escudero mecz rozegrany został na stadionie klubu Independiente Rivadavia Mendoza |

Grupa C
| Data              | Mecz                                                                                          |
| ----------------- | --------------------------------------------------------------------------------------------- |
| 12 listopada 1978 | CA Vélez Sarsfield – Rosario Central 1:0 Félix Nieto                                          |
| 12 listopada 1978 | Altos Hornos Zapla Palpalá – Racing Córdoba 1:1 Luis E. Oropel s - José R. Scalise            |
| 12 listopada 1978 | Gimnasia y Esgrima La Plata – Deportivo Roca General Roca 1:1 Avelino Verón - José N. Gil (k) |
| 12 listopada 1978 | Argentinos Juniors – Independiente 0:1 Norberto Outes                                         |

Grupa D
| Data              | Mecz |
| ----------------- | --- |
| 12 listopada 1978 | Alvarado Mar del Plata – San Lorenzo de Almagro 0:0 mecz rozegrany został na stadionie Estadio General San Martín     |
| 12 listopada 1978 | San Martín Tucumán – CA Colón 2:0 Eusebio J. Roldán, José M. Sánchez                                                  |
| 12 listopada 1978 | CA Argentino de Quilmes – San Martín Mendoza 4:1 Luis Andreuchi (2), Omar H. Gómez, Héctor Milano - Gabriel Arias (k) |
| 12 listopada 1978 | Atlanta Buenos Aires – River Plate 0:2 Norberto Alonso, Victor Marchetti                                              |

### Kolejka 4
Grupa A
| Data              | Mecz |
| ----------------- | --- |
| 15 listopada 1978 | Ferro Carril Oeste – Talleres Córdoba 1:1 Fernando Donaires - Eduardo Torletti mecz rozegrany został na stadionie klubu CA Vélez Sarsfield |
| 15 listopada 1978 | Newell’s Old Boys – Racing Club de Avellaneda 2:1 Sergio A. Robles, Hugo P. Sánchez - José O. Berta s                                      |
| 15 listopada 1978 | Estudiantes La Plata – CA All Boys 2:1 Alejandro Onnis, Hugo Gottardi - Ernesto Vázquez                                                    |
| 15 listopada 1978 | Atlético Ledesma Pueblo Ledesma – Juventud Antoniana Salta 2:2 Héctor Chazarreta, Víctor H. Sosa - Antonio Armata, Jorge Fanjul            |

Grupa B
| Data              | Mecz |
| ----------------- | --- |
| 15 listopada 1978 | Chacarita Juniors – Unión Santa Fe 0:0 |
| 15 listopada 1978 | Gimnasia y Esgrima Mendoza – CA Huracán 2:4 Orlando Genolet, Jorge Pereyra - Carlos Babington, Jorge A. Sanabria (2), Dante A. Sanabria                |
| 15 listopada 1978 | Atlético Tucumán – Boca Juniors 1:0 Néstor A. Gómez |
| 15 listopada 1978 | CA Platense – Patronato Paraná 2:2 Carlos Mudry s, Pedro Mastromauro - Américo Pesoa (2) mecz rozegrany został na stadionie klubu Atlanta Buenos Aires |

Grupa C
| Data              | Mecz |
| ----------------- | --- |
| 15 listopada 1978 | Independiente – Rosario Central 1:0 Norberto Outes |
| 15 listopada 1978 | Argentinos Juniors – Gimnasia y Esgrima La Plata 0:4 Juan C. Nani (3), Oscar Fornari mecz rozegrany został na stadionie klubu CA Huracán                |
| 15 listopada 1978 | Racing Córdoba – CA Vélez Sarsfield 1:2 José R. Scalise (k) - Pedro Larraquy, Omar P. Roldán mecz rozegrany został na stadionie klubu Instituto Córdoba |
| 15 listopada 1978 | Deportivo Roca General Roca – Altos Hornos Zapla Palpalá 2:0 Oscar Di Giácomo, Luis Graneros                                                            |

Grupa D
| Data              | Mecz |
| ----------------- | --- |
| 15 listopada 1978 | River Plate – San Martín Tucumán 2:1 Leopoldo Luque, Norberto Alonso - Luis Ignacio                                                                            |
| 15 listopada 1978 | CA Colón – CA Argentino de Quilmes 5:0 Edgardo Di Meola (2), Jorge Imán, José A. Luñiz, Jorge Casaccio                                                         |
| 15 listopada 1978 | Alvarado Mar del Plata – Atlanta Buenos Aires 2:1 Jorge Maldonado, Omar Porté - Carlos A. Carrió mecz rozegrany został na stadionie Estadio General San Martín |
| 15 listopada 1978 | San Lorenzo de Almagro – San Martín Mendoza 2:1 Mario Rizzi, César Lorea - Francisco Monárdez                                                                  |

### Kolejka 5
Grupa A
| Data              | Mecz |
| ----------------- | --- |
| 19 listopada 1978 | Talleres Córdoba – Newell’s Old Boys 1:0 José D. Valencia mecz rozegrany został na stadionie Estadio Córdoba                                                  |
| 19 listopada 1978 | Juventud Antoniana Salta – Ferro Carril Oeste 1:2 Antonio Armata - Rubén Rota, Julio Apariente mecz rozegrany został na stadionie klubu Gimnasia y Tiro Salta |
| 19 listopada 1978 | Racing Club de Avellaneda – Estudiantes La Plata 1:0 Oscar García                                                                                             |
| 19 listopada 1978 | CA All Boys – Atlético Ledesma Pueblo Ledesma 2:2 Rodolfo A. Juárez (2) - Héctor Chazarreta, René Juárez                                                      |

Grupa B
| Data              | Mecz                                                                                                  |
| ----------------- | --- |
| 19 listopada 1978 | CA Huracán – CA Platense 6:1 Dante Sanabria (3), Carlos Babington (2), Jorge Sanabria - Raúl Grimoldi |
| 19 listopada 1978 | Unión Santa Fe – Gimnasia y Esgrima Mendoza 2:0 Carlos A. Mazzoni (k), Rafael D. Moreno               |
| 19 listopada 1978 | Patronato Paraná – Atlético Tucumán 0:0                                                               |
| 19 listopada 1978 | Boca Juniors – Chacarita Juniors 1:0 Abel Alves                                                       |

Grupa C
| Data              | Mecz                                                                                               |
| ----------------- | -------------------------------------------------------------------------------------------------- |
| 18 listopada 1978 | Rosario Central – Racing Córdoba 1:2 Guillermo Trama - Rubén A. Díaz, Eduardo Giuliano             |
| 19 listopada 1978 | Gimnasia y Esgrima La Plata – Independiente 2:1 Avelino Verón, Carlos Della Savia - Mariano Biondi |
| 19 listopada 1978 | CA Vélez Sarsfield – Deportivo Roca General Roca 0:0                                               |
| 19 listopada 1978 | Altos Hornos Zapla Palpalá – Argentinos Juniors 1:2 Juan C. Chaile - Diego Maradona (2)            |

Grupa D
| Data              | Mecz                                                                                                  |
| ----------------- | --- |
| 19 listopada 1978 | San Martín Tucumán – Alvarado Mar del Plata 4:1 Benito Valencia (3), Raúl Chaparro - Julio C. Álvarez |
| 19 listopada 1978 | CA Argentino de Quilmes – River Plate 0:3 Leopoldo Luque, Rubén Galletti, Juan J. López               |
| 19 listopada 1978 | San Martín Mendoza – CA Colón 2:1 Hugo Olmos, Jorge Sotile - Raúl F. Agúero                           |
| 19 listopada 1978 | Atlanta Buenos Aires – San Lorenzo de Almagro 1:1 Manuel A. Sánchez - Hugo Moreno                     |

### Kolejka 6
Grupa A
| Data              | Mecz                                                                               |
| ----------------- | ---------------------------------------------------------------------------------- |
| 22 listopada 1978 | Talleres Córdoba – Racing Club de Avellaneda 2:0 José O. Reinaldi, Luis A. Ludueña |
| 22 listopada 1978 | Ferro Carril Oeste – CA All Boys 1:0 Fernando Donaires                             |
| 22 listopada 1978 | Newell’s Old Boys – Juventud Antoniana Salta 0:0                                   |
| 22 listopada 1978 | Atlético Ledesma Pueblo Ledesma – Estudiantes La Plata 1:0 René Juárez (k)         |

Grupa B
| Data              | Mecz |
| ----------------- | --- |
| 22 listopada 1978 | Unión Santa Fe – CA Huracán 2:1 Héctor Pitarch (2) - Dante Sanabria                                                                           |
| 22 listopada 1978 | Chacarita Juniors – Patronato Paraná 3:4 Eduardo E. Delgado, Hugo Pena, Ángel A. Gizzi - Rubén A. González (2), Juan A. Corona, Luis Brunengo |
| 22 listopada 1978 | Gimnasia y Esgrima Mendoza – Boca Juniors 1:0 Jorge Sosa                                                                                      |
| 22 listopada 1978 | Atlético Tucumán – CA Platense 2:0 Víctor H. Palomba, Ángel A. Guerrero                                                                       |

Grupa C
| Data              | Mecz |
| ----------------- | --- |
| 22 listopada 1978 | Independiente – Racing Córdoba 3:1 Norberto Outes, Ricardo Bochini, Enzo Trossero - José R. Scalise                                                                       |
| 22 listopada 1978 | Argentinos Juniors – CA Vélez Sarsfield 2:3 Salvador Giaigischia (2) - Pedro Larraquy, José A. Castro, Omar P. Roldán mecz rozegrany został na stadionie klubu CA Huracán |
| 22 listopada 1978 | Gimnasia y Esgrima La Plata – Altos Hornos Zapla Palpalá 2:0 Oscar Fornari, Carlos Della Savia                                                                            |
| 22 listopada 1978 | Deportivo Roca General Roca – Rosario Central 1:1 Luis Graneros - Hugo Zavagno                                                                                            |

Grupa D
| Data              | Mecz |
| ----------------- | --- |
| 22 listopada 1978 | River Plate – San Martín Mendoza 3:1 Juan J. López, Daniel Passarella, Pedro González - Miguel A. Villegas (k) |
| 22 listopada 1978 | Atlanta Buenos Aires – San Martín Tucumán 2:1 Carlos A. Carrió, Omar Miranda - Luis Ignacio                    |
| 22 listopada 1978 | Alvarado Mar del Plata – CA Argentino de Quilmes 1:1 Jorge Maldonado - Miguel A. Benito                        |
| 22 listopada 1978 | San Lorenzo de Almagro – CA Colón 1:2 Miguel A. Corvo - Edgardo Di Meola, José A. Luñiz                        |

### Kolejka 7
Grupa A
| Data              | Mecz |
| ----------------- | --- |
| 26 listopada 1978 | Racing Club de Avellaneda – Atlético Ledesma Pueblo Ledesma 2:2 Néstor Barú, Carlos A. López - Juan C. Rico, Víctor H. Sosa               |
| 26 listopada 1978 | Estudiantes La Plata – Ferro Carril Oeste 2:3 Sergio Fortunato (k), Carlos Landaburo - Rubén A. Rojas, Fernando Donaires, Julio Apariente |
| 26 listopada 1978 | CA All Boys – Newell’s Old Boys 2:2 Rodolfo A. Juárez, Epifanio Median (k) - Daniel Lamolla s, Roque Alfaro                               |
| 26 listopada 1978 | Juventud Antoniana Salta – Talleres Córdoba 2:2 Luis A. Rivero, Antonio Armata (k) - José O. Reinaldi (2)                                 |

Grupa B
| Data              | Mecz |
| ----------------- | --- |
| 26 listopada 1978 | Boca Juniors – Unión Santa Fe 0:4 Víctor Bottaniz, Héctor Pitarch, Víctor H. Arroyo, Carlos A. Mazzoni (k)                                                             |
| 26 listopada 1978 | CA Huracán – Atlético Tucumán 1:1 Jorge Sanabria (k) - Víctor H. Palomba                                                                                               |
| 26 listopada 1978 | CA Platense – Chacarita Juniors 2:2 Gerardo Ríos, Pedro Mastromauro - Carlos Ischia, Osvaldo S. Escudero mecz rozegrany został na stadionie klubu Atlanta Buenos Aires |
| 26 listopada 1978 | Patronato Paraná – Gimnasia y Esgrima Mendoza 3:1 Rubén A. González, José F. Vicino s, Américo Pesoa - Raúl Muñoz                                                      |

Grupa C
| Data              | Mecz |
| ----------------- | --- |
| 25 listopada 1978 | CA Vélez Sarsfield – Gimnasia y Esgrima La Plata 1:0 Félix Nieto                                                      |
| 26 listopada 1978 | Rosario Central – Argentinos Juniors 2:1 Guillermo Trama, Félix Orte - Diego Maradona                                 |
| 26 listopada 1978 | Altos Hornos Zapla Palpalá – Independiente 1:4 Juan C. Chaile - Mariano Biondi (2), Antonio Alzamendi, Norberto Outes |
| 26 listopada 1978 | Racing Córdoba – Deportivo Roca General Roca 2:1 Domingo D’Andrea, Roberto Gasparini - Alberto Saldico                |

Grupa D
| Data              | Mecz |
| ----------------- | --- |
| 26 listopada 1978 | CA Colón – River Plate 2:2 Ricardo A. Roldán, José A. Luñiz - Norberto Alonso, Juan J. López                                                          |
| 26 listopada 1978 | CA Argentino de Quilmes – Atlanta Buenos Aires 2:4 Héctor Milano, Edgardo Paruzzo - Jorge Villagra, Alfredo M. Torres, Omar Miranda, Jorge A. Vázquez |
| 26 listopada 1978 | San Martín Tucumán – San Lorenzo de Almagro 3:0 Benito Valencia, Eusebio J. Roldán, Luis Ignacio                                                      |
| 26 listopada 1978 | San Martín Mendoza – Alvarado Mar del Plata 0:1 Omar Porté                                                                                            |

### Kolejka 8
Grupa A
| Data              | Mecz |
| ----------------- | --- |
| 29 listopada 1978 | CA All Boys – Talleres Córdoba 2:3 Epifanio Medina (k), Rodolfo A. Juárez - José D. Valencia (2), José O. Reinaldi                                                                         |
| 29 listopada 1978 | Juventud Antoniana Salta – Racing Club de Avellaneda 4:5 Antonio Armata (2), Juan Gianunzio, Luis A. Rivero - Julio Olarticoechea, Daniel Killer, Roberto O. Díaz, Julio Asad, Néstor Barú |
| 29 listopada 1978 | Estudiantes La Plata – Newell’s Old Boys 5:2 Hugo Gottardi (2), Sergio Fortunato (3) - Sergio A. Robles, Hugo P. Sánchez                                                                   |
| 29 listopada 1978 | Atlético Ledesma Pueblo Ledesma – Ferro Carril Oeste 4:1 Víctor H. Sosa (2), Héctor Lamberti, Jorge Augier - Juan C. Molina                                                                |

Grupa B
| Data              | Mecz |
| ----------------- | --- |
| 29 listopada 1978 | Boca Juniors – CA Huracán 1:4 Carlos A. Álvarez - Dante Sanabria (3), Héctor D. López                                        |
| 29 listopada 1978 | Atlético Tucumán – Chacarita Juniors 4:1 Néstor A. Gómez (2), Juan F. Castro, Víctor H. Palomba - Oscar Benítez              |
| 29 listopada 1978 | Patronato Paraná – Unión Santa Fe 1:0 Rubén A. González                                                                      |
| 29 listopada 1978 | CA Platense – Gimnasia y Esgrima Mendoza 0:1 Carlos H. Quiroga mecz rozegrany został na stadionie klubu Atlanta Buenos Aires |

Grupa C
| Data              | Mecz |
| ----------------- | --- |
| 29 listopada 1978 | Independiente – Deportivo Roca General Roca 4:1 Enzo Trossero, Omar Larrosa, Norberto Outes (2) - José N. Gil                         |
| 29 listopada 1978 | CA Vélez Sarsfield – Altos Hornos Zapla Palpalá 3:1 Omar P. Roldán (2), Julio C. Jiménez - Juan C. Chaile                             |
| 29 listopada 1978 | Rosario Central – Gimnasia y Esgrima La Plata 0:0                                                                                     |
| 29 listopada 1978 | Racing Córdoba – Argentinos Juniors 2:0 José R. Scalise, Roberto Gasparini mecz rozegrany został na stadionie klubu Instituto Córdoba |

Grupa D
| Data              | Mecz |
| ----------------- | --- |
| 29 listopada 1978 | San Lorenzo de Almagro – River Plate 1:4 Mario Rizzi - Juan J. López, Leopoldo Luque, Rubén Galletti (2)         |
| 29 listopada 1978 | CA Colón – Alvarado Mar del Plata 1:0 Osvaldo Mazo                                                               |
| 29 listopada 1978 | CA Argentino de Quilmes – San Martín Tucumán 2:2 Juan C. Merlo, Miguel A. Benito - Renato Russo, Carlos A. Macat |
| 29 listopada 1978 | San Martín Mendoza – Atlanta Buenos Aires 1:1 Miguel A. Villegas (k) - Miguel A. Villegas s                      |

### Kolejka 9
Grupa A
| Data           | Mecz |
| -------------- | --- |
| 3 grudnia 1978 | Talleres Córdoba – Estudiantes La Plata 2:0 Luis A. Ludueña (k), José O. Reinaldi mecz rozegrany został na stadionie Estadio Córdoba          |
| 3 grudnia 1978 | Racing Club de Avellaneda – Ferro Carril Oeste 2:0 Roberto O. Díaz (2)                                                                        |
| 3 grudnia 1978 | Newell’s Old Boys – Atlético Ledesma Pueblo Ledesma 1:1                                                                                       |
| 3 grudnia 1978 | Juventud Antoniana Salta – CA All Boys 1:1 Carlos E. Gómez - Ricardo Rodríguez mecz rozegrany został na stadionie klubu Gimnasia y Tiro Salta |

Grupa B
| Data           | Mecz |
| -------------- | --- |
| 3 grudnia 1978 | Boca Juniors – Patronato Paraná 2:1 Carlos Salguero, Armando M. Husillos - Carlos Mudry                                                                                               |
| 3 grudnia 1978 | Unión Santa Fe – CA Platense 3:0 Víctor H. Arroyo, Mario Alberto, Fernando H. Alí |
| 3 grudnia 1978 | CA Huracán – Chacarita Juniors 3:3 Carlos Babington (2, 1k), René Houseman - Eduardo Commisso, Sebastián Astudillo, Claudio Rodríguez                                                 |
| 3 grudnia 1978 | Gimnasia y Esgrima Mendoza – Atlético Tucumán 1:3 Carlos H. Quiroga - Adolfo Mecca, Juan F. Castro, Juan C. Leguizamón mecz rozegrany został na stadionie Estadio Malvinas Argentinas |

Grupa C
| Data           | Mecz                                                                                   |
| -------------- | -------------------------------------------------------------------------------------- |
| 3 grudnia 1978 | CA Vélez Sarsfield – Independiente 2:1 Omar P. Roldán, Omar Jorge - Norberto Outes (k) |
| 3 grudnia 1978 | Argentinos Juniors – Deportivo Roca General Roca 2:0 Alberto Saldico s, Daniel García  |
| 3 grudnia 1978 | Gimnasia y Esgrima La Plata – Racing Córdoba 1:0 Carlos Della Savia                    |
| 3 grudnia 1978 | Altos Hornos Zapla Palpalá – Rosario Central 0:0                                       |

Grupa D
| Data           | Mecz |
| -------------- | --- |
| 3 grudnia 1978 | Alvarado Mar del Plata – River Plate 0:2 Juan J. López, Rubén Galletti mecz rozegrany został na stadionie Estadio General San Martín |
| 3 grudnia 1978 | San Martín Tucumán – San Martín Mendoza 1:2 Benito Valencia - Antonio L. Mazza (2)                                                   |
| 3 grudnia 1978 | Atlanta Buenos Aires – CA Colón 0:1 Eduardo Vega                                                                                     |
| 3 grudnia 1978 | CA Argentino de Quilmes – San Lorenzo de Almagro 1:0 Miguel A. Benito (k)                                                            |

### Kolejka 10
Grupa A
| Data           | Mecz |
| -------------- | --- |
| 6 grudnia 1978 | CA All Boys – Racing Club de Avellaneda 0:2 Alfredo Letanú, Oscar García (k) mecz rozegrany został na stadionie klubu CA Huracán                         |
| 6 grudnia 1978 | Atlético Ledesma Pueblo Ledesma – Talleres Córdoba 2:6 Víctor H. Sosa (2) - José O. Reinaldi (3), Antonio R. Alderete, Ángel Bocanelli, José D. Valencia |
| 6 grudnia 1978 | Ferro Carril Oeste – Newell’s Old Boys 3:4 Rubén A. Rojas, Julio Apariente (2) - Héctor Yazalde (2), Sergio A. Robles, Hugo P. Sánchez                   |
| 6 grudnia 1978 | Estudiantes La Plata – Juventud Antoniana Salta 8:2 Hugo Gottardi (2), Patricio Hernández, Sergio Fortunato (5, 1k) - Jorge Fanjul, Luis A. Rivero (k)   |

Grupa B
| Data           | Mecz |
| -------------- | --- |
| 6 grudnia 1978 | Atlético Tucumán – Unión Santa Fe 0:1 Héctor Pitarch                                                                                     |
| 6 grudnia 1978 | Chacarita Juniors – Gimnasia y Esgrima Mendoza 2:0 Carlos M. Pintos, Oscar Benítez                                                       |
| 6 grudnia 1978 | CA Platense – Boca Juniors 1:2 Jorge Ojeda - Carlos Salguero, Hugo Perotti mecz rozegrany został na stadionie klubu Atlanta Buenos Aires |
| 6 grudnia 1978 | Patronato Paraná – CA Huracán 1:1 Américo Pesoa - Carlos Babington                                                                       |

Grupa C
| Data           | Mecz |
| -------------- | --- |
| 6 grudnia 1978 | Independiente – Argentinos Juniors 4:2 Enzo Trossero, Norberto Outes (2), Antonio Alzamendi - Rubén Favret, Héctor L. Arrieta   |
| 6 grudnia 1978 | Deportivo Roca General Roca – Gimnasia y Esgrima La Plata 0:0                                                                   |
| 6 grudnia 1978 | Racing Córdoba – Altos Hornos Zapla Palpalá 3:1 Jorge E. Maldonado, Miguel A. Rodríguez, Eduardo A. Giuliano - Julio C. Bulacio |
| 6 grudnia 1978 | Rosario Central – CA Vélez Sarsfield 0:0                                                                                        |

Grupa D
| Data           | Mecz |
| -------------- | --- |
| 6 grudnia 1978 | CA Colón – San Martín Tucumán 2:2 Ricardo Fertonani, Osvaldo Mazo - Benito Valencia, Eusebio J. Roldán                                |
| 6 grudnia 1978 | River Plate – Atlanta Buenos Aires 3:3 Pedro González, Norberto Alonso, Juan J. López - Jorge Villagra, Carlos A. Carrió, Omar Atondo |
| 6 grudnia 1978 | San Martín Mendoza – CA Argentino de Quilmes 2:1 Francisco Monárdez, Oscar A. Caputo - Edgardo Paruzzo                                |
| 6 grudnia 1978 | San Lorenzo de Almagro – Alvarado Mar del Plata 0:5 Jorge Maldonado (2), Omar Porté, Enrique Alaniz (2)                               |

### Kolejka 11
Grupa A
| Data            | Mecz |
| --------------- | --- |
| 10 grudnia 1978 | Talleres Córdoba – Ferro Carril Oeste 3:2 Luis A. Ludueña (2, 1k), Eduardo Torletti - Fernando Donaires, Jorge Brandoni                                           |
| 10 grudnia 1978 | Racing Club de Avellaneda – Newell’s Old Boys 0:2 Hugo P. Sánchez, Sergio A. Robles                                                                               |
| 10 grudnia 1978 | CA All Boys – Estudiantes La Plata 4:3 Jorge A. García, Carlos A. Pinasco, Hugo Saggioratto, Rubén Peracca - Hugo Gottardi, Osvaldo Scigliano s, Sergio Fortunato |
| 10 grudnia 1978 | Atlético Ledesma Pueblo Ledesma – Juventud Antoniana Salta 2:1 Víctor H. Sosa, René Juárez - Antonio Armata                                                       |

Grupa B
| Data            | Mecz |
| --------------- | --- |
| 10 grudnia 1978 | Unión Santa Fe – Chacarita Juniors 1:0 Héctor Pitarch                                                                                   |
| 10 grudnia 1978 | CA Huracán – Gimnasia y Esgrima Mendoza 1:0 Carlos Babington (k)                                                                        |
| 10 grudnia 1978 | Boca Juniors – Atlético Tucumán 4:2 Roberto Mouzo (2, 1k), Ernesto Mastrángelo, Carlos Salguero - Víctor H. Palomba (k), Juan F. Castro |
| 10 grudnia 1978 | Patronato Paraná – CA Platense 2:1 José Humoffe, José R. Díaz - Oscar Gilé                                                              |

Grupa C
| Data            | Mecz |
| --------------- | --- |
| 9 grudnia 1978  | Rosario Central – Independiente 2:2 Miguel A. Manzi (k), Guillermo Trama - Antonio Alzamendi, Enzo Trossero |
| 9 grudnia 1978  | Gimnasia y Esgrima La Plata – Argentinos Juniors 1:1 Juan C. Nani - Daniel García                           |
| 10 grudnia 1978 | CA Vélez Sarsfield – Racing Córdoba 0:0                                                                     |
| 10 grudnia 1978 | Altos Hornos Zapla Palpalá – Deportivo Roca General Roca 0:1 José N. Gil                                    |

Grupa D
| Data            | Mecz |
| --------------- | --- |
| 10 grudnia 1978 | San Martín Tucumán – River Plate 1:1 Renato Russo - Rubén Galletti (k)                                                                                         |
| 10 grudnia 1978 | CA Argentino de Quilmes – CA Colón 2:1 Juan C. Merlo, Edgardo Paruzzo - Eduardo Vega                                                                           |
| 10 grudnia 1978 | San Martín Mendoza – San Lorenzo de Almagro 2:0 Hugo Olmos, Emilio Lucero                                                                                      |
| 10 grudnia 1978 | Atlanta Buenos Aires – Alvarado Mar del Plata 4:4 Héctor Contreras, Narciso Gallardo, Jorge Villagra, Horacio Pizzurica (k) - Eusebio A. Gómez (3), Omar Porté |

### Kolejka 12
Grupa A
| Data            | Mecz                                                                                             |
| --------------- | ------------------------------------------------------------------------------------------------ |
| 13 grudnia 1978 | Estudiantes La Plata – Racing Club de Avellaneda 1:2 Hugo Gottardi - Alfredo Letanú, Néstor Barú |
| 13 grudnia 1978 | Newell’s Old Boys – Talleres Córdoba 2:2 Héctor Yazalde, Sergio A. Robles - José O. Reinaldi (2) |
| 13 grudnia 1978 | Atlético Ledesma Pueblo Ledesma – CA All Boys 0:0                                                |
| 13 grudnia 1978 | Ferro Carril Oeste – Juventud Antoniana Salta 2:0 Julio Apariente (2)                            |

Grupa B
| Data            | Mecz |
| --------------- | --- |
| 13 grudnia 1978 | Gimnasia y Esgrima Mendoza – Unión Santa Fe 1:1 Orlando Genolet - Víctor Bottaniz                                               |
| 13 grudnia 1978 | Chacarita Juniors – Boca Juniors 2:3 Carlos Ischia, Jorge J. Benítez s - Carlos Salguero (2), Hugo Perotti                      |
| 13 grudnia 1978 | Atlético Tucumán – Patronato Paraná 3:1 Oscar Rubiola, Juan C. Leguizamón (2) - Luis Brunengo                                   |
| 13 grudnia 1978 | CA Platense – CA Huracán 1:1 Miguel Ángel Juárez - Jorge Sanabria mecz rozegrany został na stadionie klubu Atlanta Buenos Aires |

Grupa C
| Data            | Mecz |
| --------------- | --- |
| 13 grudnia 1978 | Independiente – Gimnasia y Esgrima La Plata 3:1 Carlos E. Fontana, Carlos Fren, Antonio Alzamendi - Osvaldo Cerqueiro                                            |
| 13 grudnia 1978 | Racing Córdoba – Rosario Central 2:0 Roberto Gasparini, Jorge E. Maldonado                                                                                       |
| 13 grudnia 1978 | Argentinos Juniors – Altos Hornos Zapla Palpalá 5:3 Héctor Favret (2), Daniel García, Salvador Giaigischia (2) - Eduardo Bacas, Juan C. Chaile, Enrique Borneman |
| 13 grudnia 1978 | Deportivo Roca General Roca – CA Vélez Sarsfield 1:2 José N. Gil - José A. Castro, Omar P. Roldán                                                                |

Grupa D
| Data            | Mecz |
| --------------- | --- |
| 13 grudnia 1978 | River Plate – CA Argentino de Quilmes 3:0 Pedro González (2), Juan J. López                                                                           |
| 13 grudnia 1978 | San Lorenzo de Almagro – Atlanta Buenos Aires 1:1 Orlando P. Ruiz - Héctor Contreras                                                                  |
| 13 grudnia 1978 | CA Colón – San Martín Mendoza 2:1 Edgardo Di Meola, José A. Luñiz - Fernando Moreschini                                                               |
| 13 grudnia 1978 | Alvarado Mar del Plata – San Martín Tucumán 2:4 Enrique Alaniz, Jorge Maldonado - Benito Valencia, Eusebio J. Roldán, Luis Ignacio, Luis M. Carregado |

### Kolejka 13
Grupa A
| Data            | Mecz |
| --------------- | --- |
| 17 grudnia 1978 | Estudiantes La Plata – Atlético Ledesma Pueblo Ledesma 1:4 Hugo Gottardi - Víctor H. Sosa (2), René Juárez, Héctor Chazarreta |
| 17 grudnia 1978 | Racing Club de Avellaneda – Talleres Córdoba 1:0 Julio Asad                                                                   |
| 17 grudnia 1978 | Juventud Antoniana Salta – Newell’s Old Boys 0:2 Hugo P. Sánchez (2)                                                          |
| 17 grudnia 1978 | CA All Boys – Ferro Carril Oeste 1:1 Ricardo Rodríguez - Jorge Brandoni                                                       |

Grupa B
| Data            | Mecz |
| --------------- | --- |
| 17 grudnia 1978 | CA Huracán – Unión Santa Fe 2:1 Carlos Babington (k), Jorge Sanabria - Carlos A. Mazzoni                                                   |
| 17 grudnia 1978 | Boca Juniors – Gimnasia y Esgrima Mendoza 1:5 Ángel Badía s - Miguel A. Bordón s, Guillermo Berrios (2, 1k), Raúl Muñoz, Juan C. Gutiérrez |
| 17 grudnia 1978 | Patronato Paraná – Chacarita Juniors 0:0                                                                                                   |
| 17 grudnia 1978 | CA Platense – Atlético Tucumán 0:2 Néstor A. Gómez, Juan C. Leguizamón mecz rozegrany został na stadionie klubu Atlanta Buenos Aires       |

Grupa C
| Data            | Mecz |
| --------------- | --- |
| 16 grudnia 1978 | Rosario Central – Deportivo Roca General Roca 0:1 Abel R. Moralejo                                                             |
| 17 grudnia 1978 | Racing Córdoba – Independiente 1:1 Daniel Marangoni - Omar Larrosa                                                             |
| 17 grudnia 1978 | Altos Hornos Zapla Palpalá – Gimnasia y Esgrima La Plata 3:2 Juan C. Chaile (2), Eduardo Bacas - Daniel Acevedo, Luis A. Genín |
| 17 grudnia 1978 | CA Vélez Sarsfield – Argentinos Juniors 2:0 Héctor Ártico (k), Omar P. Roldán                                                  |

Grupa D
| Data            | Mecz |
| --------------- | --- |
| 16 grudnia 1978 | San Martín Tucumán – Atlanta Buenos Aires 1:1 Luis M. Carregado - Carlos A. Carrió                                                                 |
| 17 grudnia 1978 | San Martín Mendoza – River Plate 4:3 Hugo Olmos, Francisco Monández, Fernando Moreschini, Juan F. Barroso - Leopoldo Luque, Rubén Galletti (2, 1k) |
| 17 grudnia 1978 | CA Colón – San Lorenzo de Almagro 0:0 |
| 17 grudnia 1978 | CA Argentino de Quilmes – Alvarado Mar del Plata 1:1 Rubén Caballero - José O. López                                                               |

### Kolejka 14
Grupa A
| Data            | Mecz |
| --------------- | --- |
| 20 grudnia 1978 | Ferro Carril Oeste – Estudiantes La Plata 4:1 Héctor Arregui, Rubén A. Rojas, Julio Apariente (2, 1k) - Jorge Santecchia mecz rozegrany został na stadionie klubu CA Vélez Sarsfield            |
| 20 grudnia 1978 | Talleres Córdoba – Juventud Antoniana Salta 7:1 José O. Reinaldi (4, 1k), José D. Valencia, Luis A. Ludueña, Victorio Ocaño - Roberto Medina mecz rozegrany został na stadionie Estadio Córdoba |
| 20 grudnia 1978 | Atlético Ledesma Pueblo Ledesma – Racing Club de Avellaneda 0:1 Juan C. Prycodko |
| 20 grudnia 1978 | Newell’s Old Boys – CA All Boys 5:1 Hugo P. Sánchez (2), Héctor Yazalde, Sergio A. Robles (2) - Epifanio Medina                                                                                 |

Grupa B
| Data            | Mecz |
| --------------- | --- |
| 20 grudnia 1978 | Chacarita Juniors – CA Platense 2:1 Oscar Benítez, Eduardo E. Delgado (k) - Gerardo Ríos                                  |
| 20 grudnia 1978 | Gimnasia y Esgrima Mendoza – Patronato Paraná 2:2 Guillermo Berrios, Guillermo Herrera - Luis Brunengo, Rubén A. González |
| 20 grudnia 1978 | Unión Santa Fe – Boca Juniors 3:1 Arsenio Ribecca, Jorge Salas, Víctor H. Arroyo - Carlos Salguero                        |
| 20 grudnia 1978 | Atlético Tucumán – CA Huracán 2:1 Víctor H. Palomba, Luis Barrientos - Juan R. Poelman                                    |

Grupa C
| Data            | Mecz |
| --------------- | --- |
| 20 grudnia 1978 | Deportivo Roca General Roca – Racing Córdoba 2:0 Oscar Di Giácomo, Esteban A. Silva                                                                    |
| 20 grudnia 1978 | Gimnasia y Esgrima La Plata – CA Vélez Sarsfield 5:1 Jorge Cragno, Eduardo Solari, Oscar Fornari, Ángel Mamberto, Jorge Pellegrini (k) - Roberto Valín |
| 20 grudnia 1978 | Argentinos Juniors – Rosario Central 1:2 Héctor Favret - Eduardo Raschetti (2) mecz rozegrany został na stadionie klubu CA Huracán                     |
| 20 grudnia 1978 | Independiente – Altos Hornos Zapla Palpalá 2:1 Enzo Trossero, Norberto Outes - Julio C. Bulacio                                                        |

Grupa D
| Data            | Mecz |
| --------------- | --- |
| 20 grudnia 1978 | Alvarado Mar del Plata – San Martín Mendoza 2:3 Alejandro Mascareño (k), Julio C. Álvarez - Oscar A. Caputo (2), Fernando Moreschini |
| 20 grudnia 1978 | Atlanta Buenos Aires – CA Argentino de Quilmes 2:0 Manuel A. Sánchez, Héctor Contreras                                               |
| 20 grudnia 1978 | San Lorenzo de Almagro – San Martín Tucumán 5:2 César Lorea (3), Orlando P. Ruiz (k), Hugo Moreno - Luis Ignacio, Benito Valencia    |
| 20 grudnia 1978 | River Plate – CA Colón 1:0 Reinaldo Merlo                                                                                            |

### Tabele
| Poz | Klub                            | Mecze | Zw | Rem | Por | Pkt | BrZd | BrStr |
| --- | ------------------------------- | ----- | -- | --- | --- | --- | ---- | ----- |
| 1   | Talleres Córdoba                | 14    | 9  | 3   | 2   | 21  | 37   | 17    |
| 2   | Racing Club de Avellaneda       | 14    | 8  | 3   | 3   | 19  | 21   | 14    |
| 3   | Newell’s Old Boys               | 14    | 7  | 4   | 3   | 18  | 27   | 19    |
| 4   | Atlético Ledesma Pueblo Ledesma | 14    | 5  | 5   | 4   | 15  | 24   | 22    |
| 5   | Ferro Carril Oeste              | 14    | 6  | 3   | 5   | 15  | 23   | 23    |
| 6   | Estudiantes La Plata            | 14    | 5  | 0   | 9   | 10  | 28   | 31    |
| 7   | CA All Boys                     | 14    | 2  | 6   | 6   | 10  | 16   | 26    |
| 8   | Juventud Antoniana Salta        | 14    | 0  | 4   | 10  | 4   | 16   | 40    |

| Poz | Klub                       | Mecze | Zw | Rem | Por | Pkt | BrZd | BrStr |
| --- | -------------------------- | ----- | -- | --- | --- | --- | ---- | ----- |
| 1   | Unión Santa Fe             | 14    | 9  | 3   | 2   | 21  | 22   | 6     |
| 2   | CA Huracán                 | 14    | 7  | 5   | 2   | 19  | 31   | 18    |
| 3   | Atlético Tucumán           | 14    | 8  | 3   | 3   | 19  | 24   | 12    |
| 4   | Boca Juniors               | 14    | 7  | 1   | 6   | 15  | 19   | 25    |
| 5   | Patronato Paraná           | 14    | 4  | 5   | 5   | 13  | 17   | 21    |
| 6   | Chacarita Juniors          | 14    | 4  | 4   | 6   | 12  | 20   | 23    |
| 7   | Gimnasia y Esgrima Mendoza | 14    | 4  | 2   | 8   | 10  | 17   | 25    |
| 8   | CA Platense                | 14    | 0  | 3   | 11  | 3   | 9    | 29    |

| Poz | Klub                        | Mecze | Zw | Rem | Por | Pkt | BrZd | BrStr |
| --- | --------------------------- | ----- | -- | --- | --- | --- | ---- | ----- |
| 1   | CA Independiente            | 14    | 9  | 3   | 2   | 21  | 31   | 16    |
| 2   | CA Vélez Sarsfield          | 14    | 8  | 5   | 1   | 21  | 20   | 14    |
| 3   | Gimnasia y Esgrima La Plata | 14    | 6  | 5   | 3   | 17  | 22   | 13    |
| 4   | Racing Córdoba              | 14    | 5  | 4   | 5   | 14  | 17   | 16    |
| 5   | Deportivo Roca General Roca | 14    | 5  | 4   | 5   | 14  | 12   | 14    |
| 6   | Rosario Central             | 14    | 2  | 6   | 6   | 10  | 9    | 14    |
| 7   | Argentinos Juniors          | 14    | 4  | 1   | 9   | 9   | 17   | 26    |
| 8   | Altos Hornos Zapla Palpalá  | 14    | 1  | 4   | 9   | 6   | 14   | 29    |

| Poz | Klub                    | Mecze | Zw | Rem | Por | Pkt | BrZd | BrStr |
| --- | ----------------------- | ----- | -- | --- | --- | --- | ---- | ----- |
| 1   | River Plate             | 14    | 10 | 3   | 1   | 23  | 35   | 13    |
| 2   | CA Colón                | 14    | 7  | 3   | 4   | 17  | 23   | 15    |
| 3   | San Martín Mendoza      | 14    | 6  | 3   | 5   | 15  | 21   | 22    |
| 4   | San Martín Tucumán      | 14    | 4  | 6   | 4   | 14  | 24   | 20    |
| 5   | Atlanta Buenos Aires    | 14    | 3  | 7   | 4   | 13  | 22   | 23    |
| 6   | Alvarado Mar del Plata  | 14    | 3  | 4   | 7   | 10  | 20   | 28    |
| 7   | CA Argentino de Quilmes | 14    | 3  | 4   | 7   | 10  | 15   | 27    |
| 8   | San Lorenzo de Almagro  | 14    | 3  | 4   | 7   | 10  | 13   | 25    |

### 1/4 finału
| Data            | Mecz |
| --------------- | --- |
| 23 grudnia 1978 | CA Colón – CA Independiente 2:2 Osvaldo Mazo, Edgardo Di Meola - Alejandro Barberón, Omar Larrosa                                                  |
| 23 grudnia 1978 | CA Huracán – Talleres Córdoba 2:1 Jorge A. Sanabria, Dante A. Sanabria - José G. Galván s                                                          |
| 23 grudnia 1978 | River Plate – CA Vélez Sarsfield 2:0 Héctor Ártico s, Leopoldo Luque                                                                               |
| 23 grudnia 1978 | Racing Club de Avellaneda – Unión Santa Fe 1:2 Roberto O. Díaz - Eugenio Escobar s, Arsenio Ribecca                                                |
| 27 grudnia 1978 | CA Independiente – CA Colón 2:0 Ricardo Bochini, Antonio Alzamendi Awans: CA Independiente                                                         |
| 27 grudnia 1978 | Talleres Córdoba – CA Huracán 3:0 Luis A. Ludueña, José O. Reinaldi (2) mecz rozegrany został na stadionie Estadio Córdoba Awans: Talleres Córdoba |
| 27 grudnia 1978 | CA Vélez Sarsfield – River Plate 2:1 Omar P. Roldán k, Julio C. Jiménez - Juan J. López Awans: River Plate                                         |
| 27 grudnia 1978 | Unión Santa Fe – Racing Club de Avellaneda 1:0 Héctor Pitarch Awans: Unión Santa Fe                                                                |

### 1/2 finału
| Data            | Mecz |
| --------------- | --- |
| 30 grudnia 1978 | CA Independiente – Talleres Córdoba 2:1 Ricardo Bochini (2) - Juan D. P. Cabrera                                                                                     |
| 30 grudnia 1978 | Unión Santa Fe – River Plate 0:1 Leopoldo Luque |
| 3 stycznia 1979 | Talleres Córdoba – CA Independiente 1:2 José O. Reinaldi - Enzo Trossero, Norberto Outes mecz rozegrany został, na stadionie Estadio Córdoba Awans: CA Independiente |
| 3 stycznia 1979 | River Plate – Unión Santa Fe 1:1 Norberto Alonso - Víctor Bottaniz k Awans: River Plate                                                                              |

### Finał
| Data             | Mecz |
| ---------------- | --- |
| 7 stycznia 1979  | River Plate – CA Independiente 0:0 |
| 10 stycznia 1979 | CA Independiente – River Plate 2:0 Widzowie: 43 422 Sędzia: Romero Bramki: 1:0 Bochini 19, 2:0 Bochini 54 CA Independiente: Baley – Pagnanini, Villaverde, Trossero, O. Pérez – Larrosa, Fren, Bochini – Alzamendi (Fontana), Outes, Barberón. Trener: José Pastoriza. Club Atlético River Plate: Fillol – Saporiti, Pavoni, Passarella, H. López – J.J. López, Merlo, Alonso – Pedro González (Galletti), Luque, Ortiz. Trener: Angel Labruna. |

Mistrzem Argentyny turnieju Nacional w roku 1978 został klub CA Independiente, natomiast wicemistrzem Argentyny turnieju Nacional został River Plate. Jako mistrz Argentyny turnieju Nacional klub CA Independiente zapewnił sobie udział w Copa Libertadores 1979.

### Klasyfikacja strzelców bramek Nacional 1978
| Gole | Piłkarz          | Klub                            |
| ---- | ---------------- | ------------------------------- |
| 16   | José Rinaldi     | Talleres Córdoba                |
| 14   | Norberto Outes   | CA Independiente                |
| 13   | Sergio Fortunato | Estudiantes La Plata            |
| 10   | Carlos Babington | CA Huracán                      |
| 10   | Víctor Sosa      | Atlético Ledesma Pueblo Ledesma |